# Ukrajna madárfajainak listája

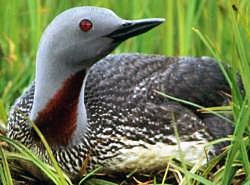
Északi búvár

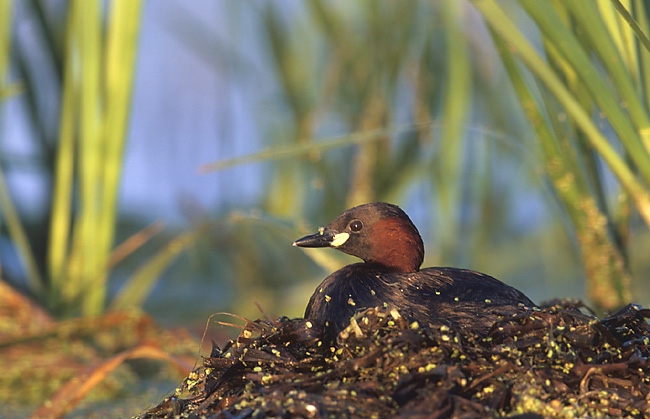
Kis vöcsök

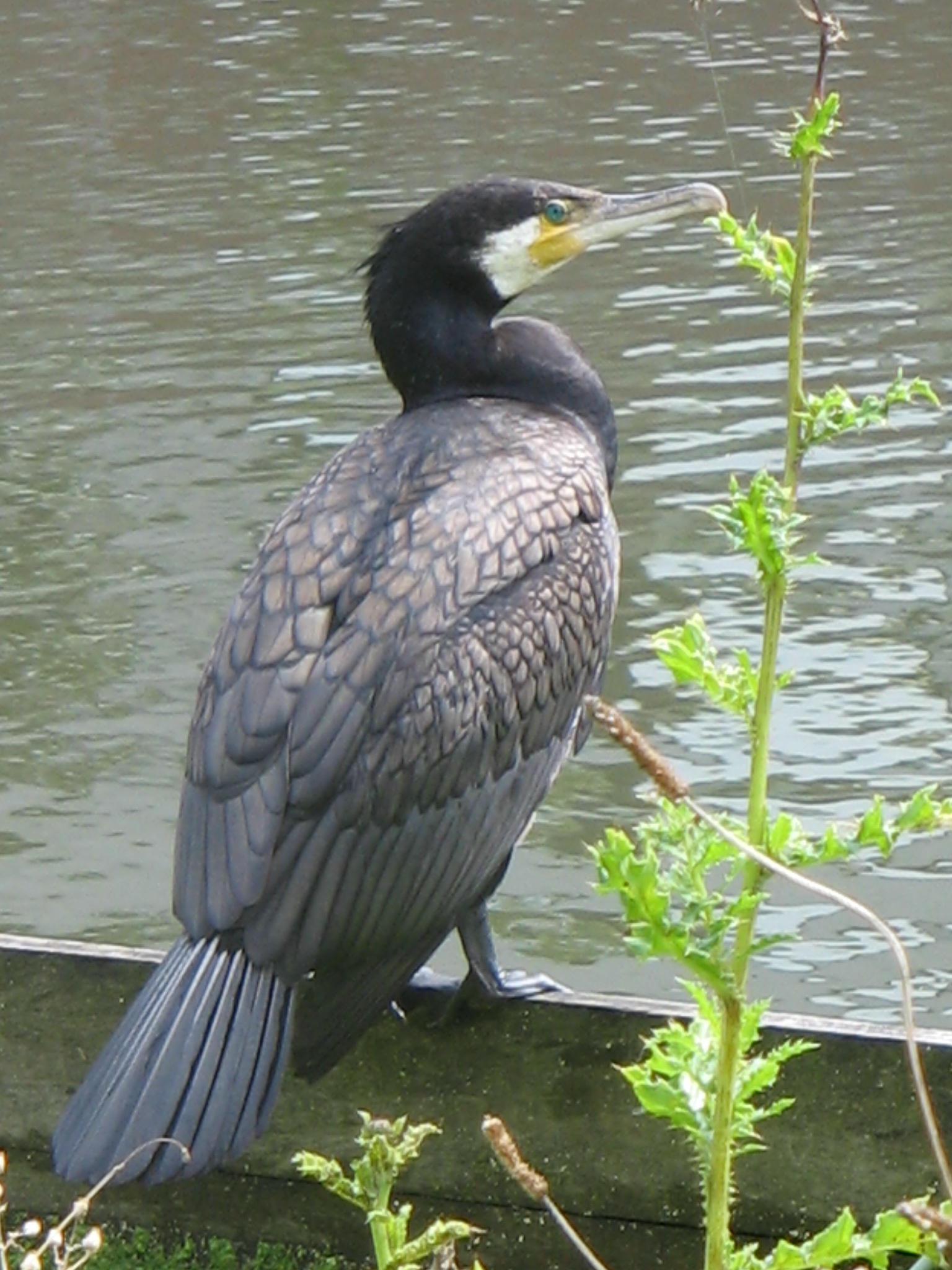
Nagy kárókatona

A világon élő mintegy 10 000 madárfaj közül Ukrajnában jelenleg 424 fajt tartanak nyilván.

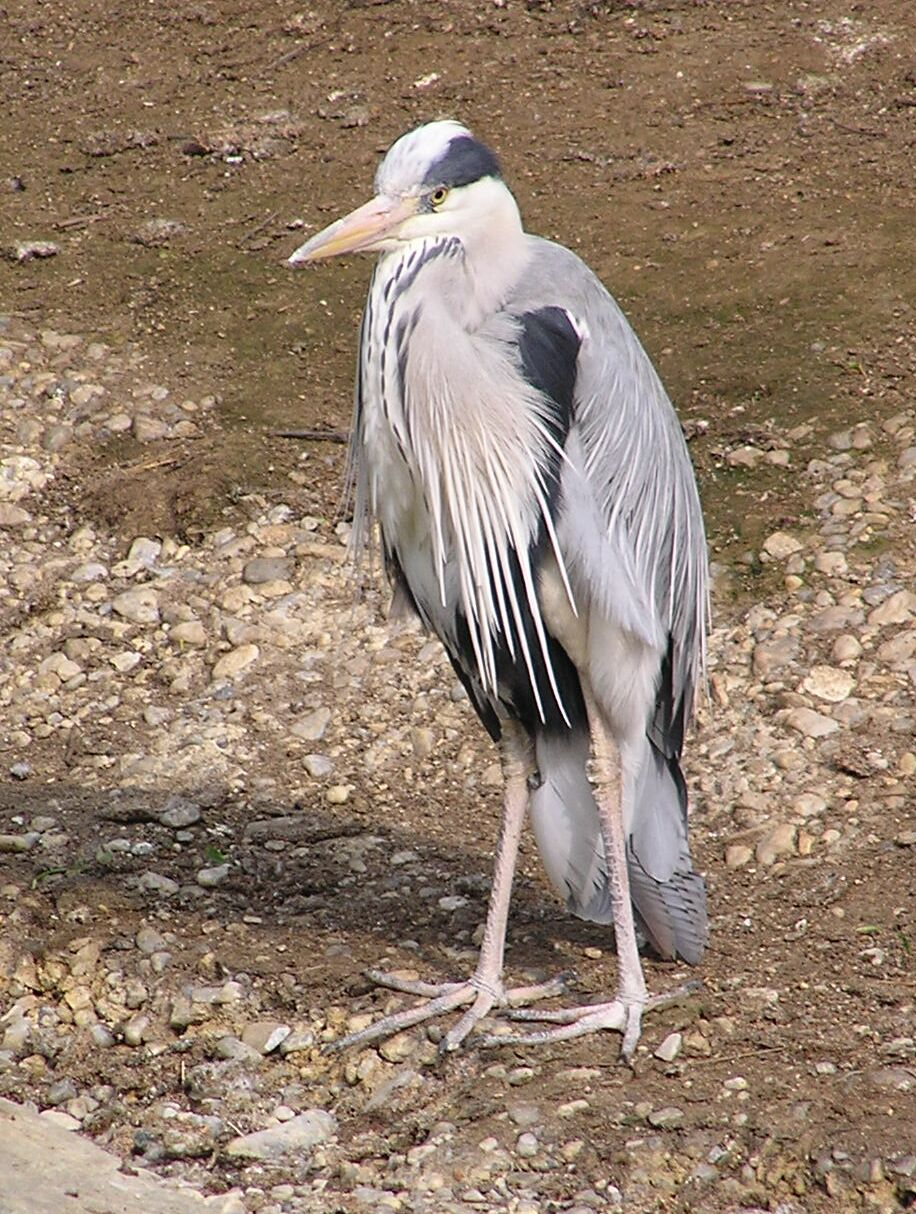
Szürke gém

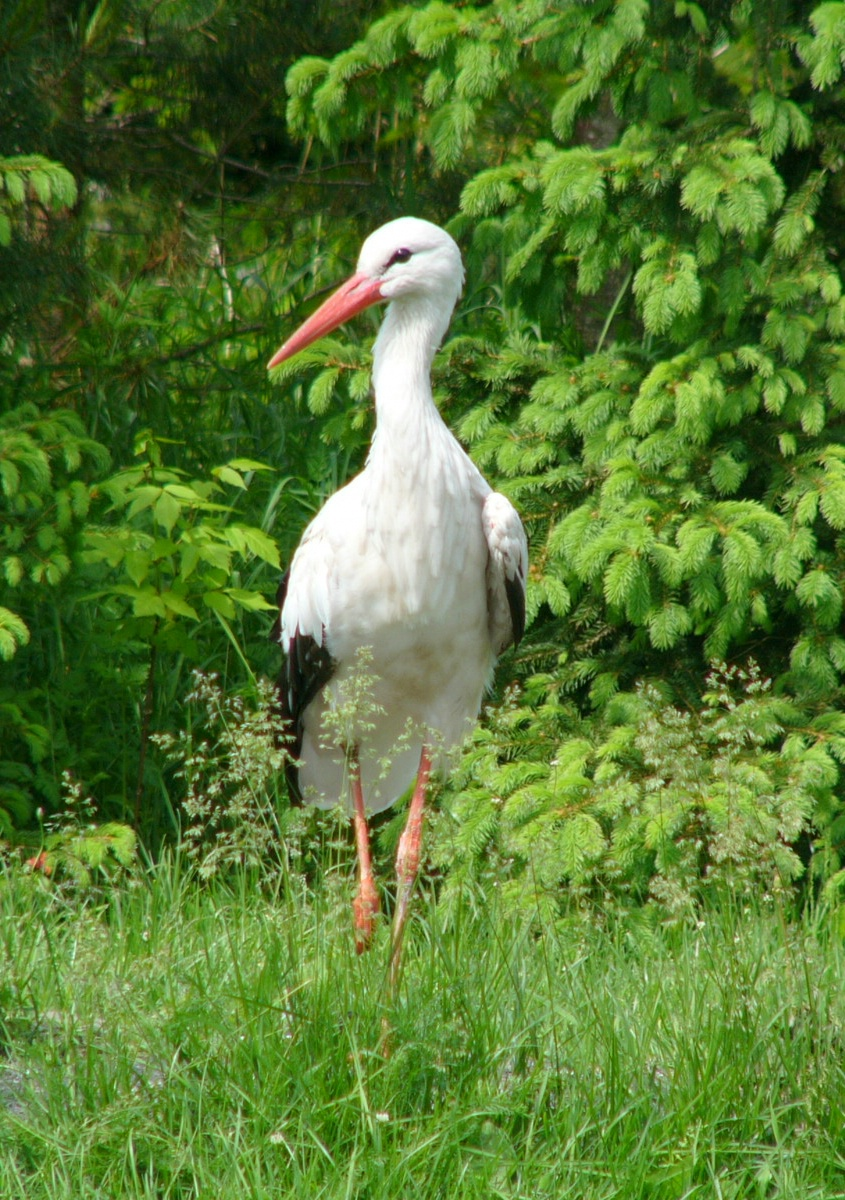
Fehér gólya

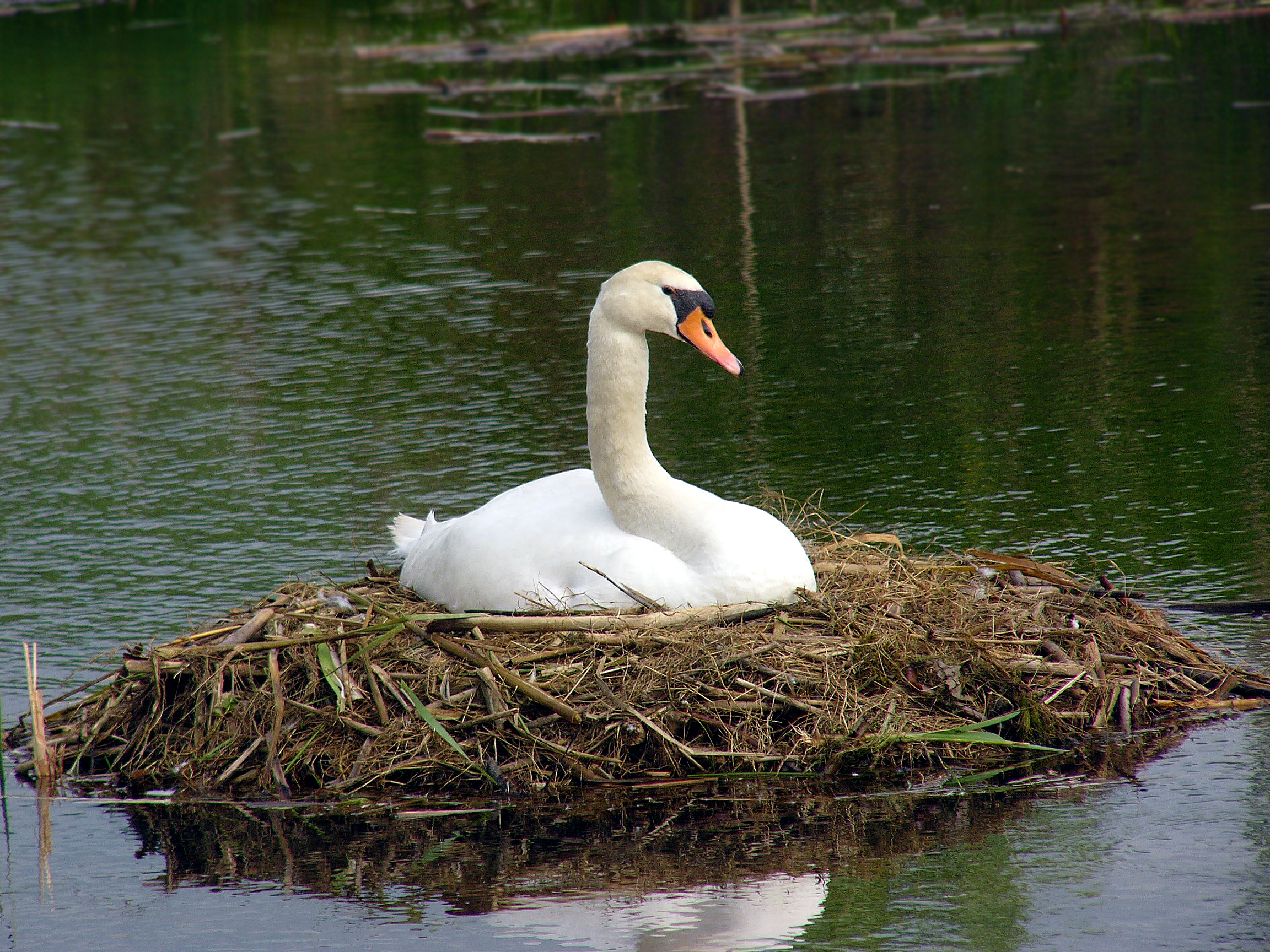
Bütykös hattyú

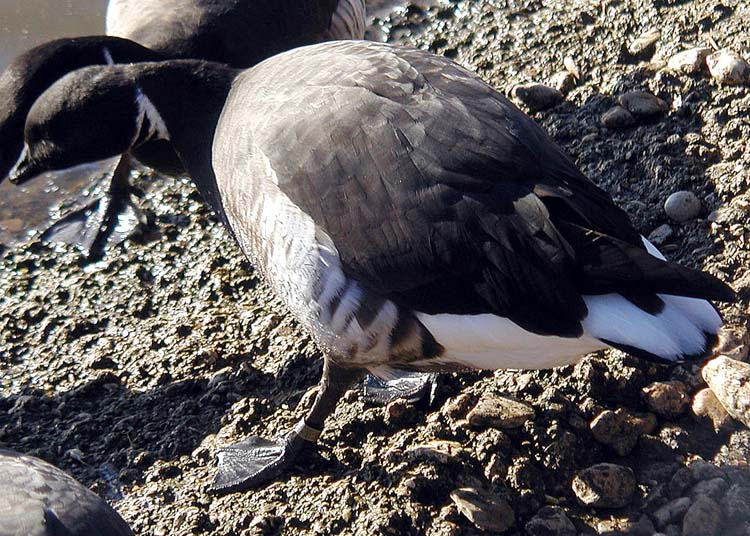
Örvös lúd

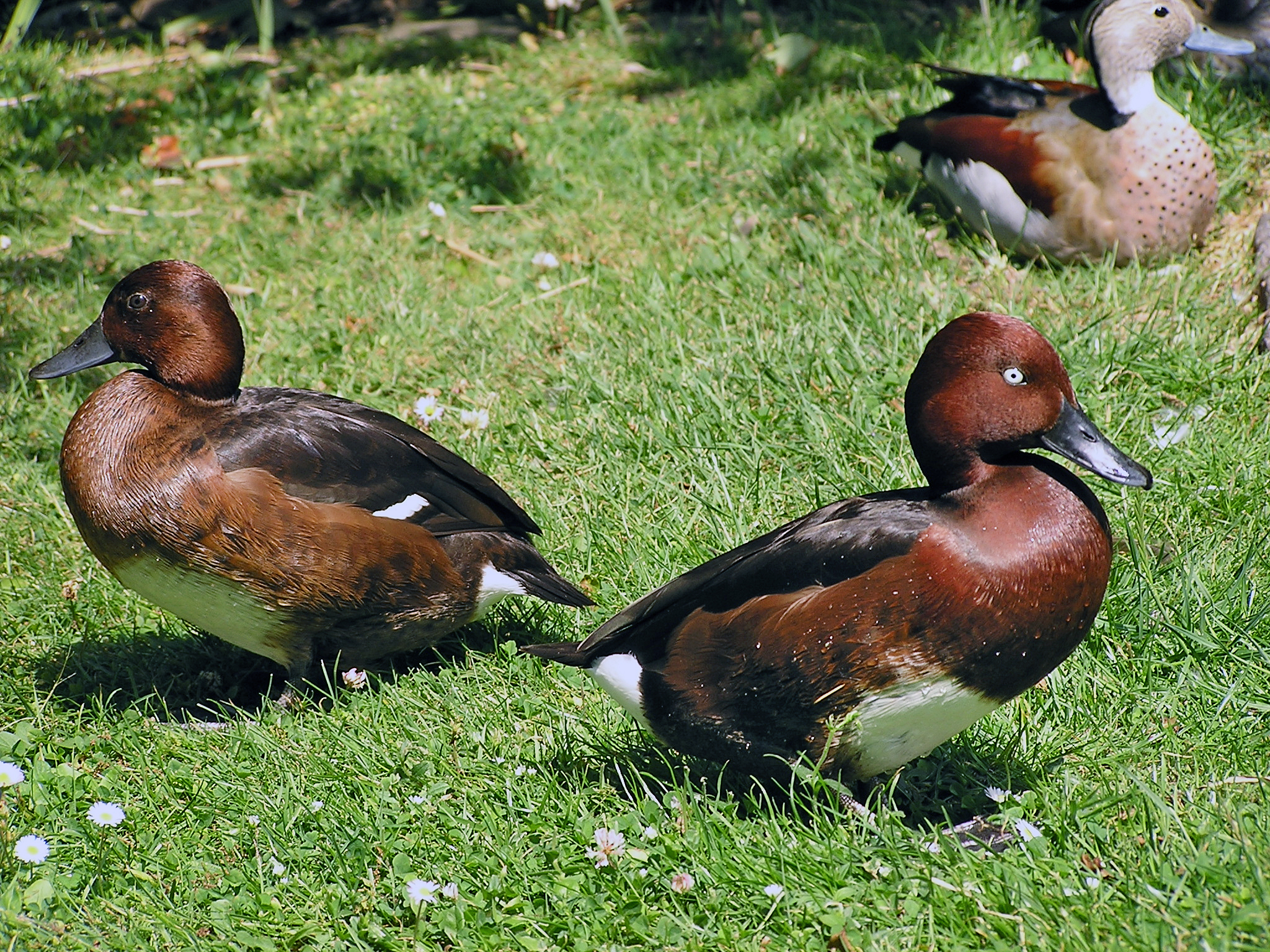
Cigányréce

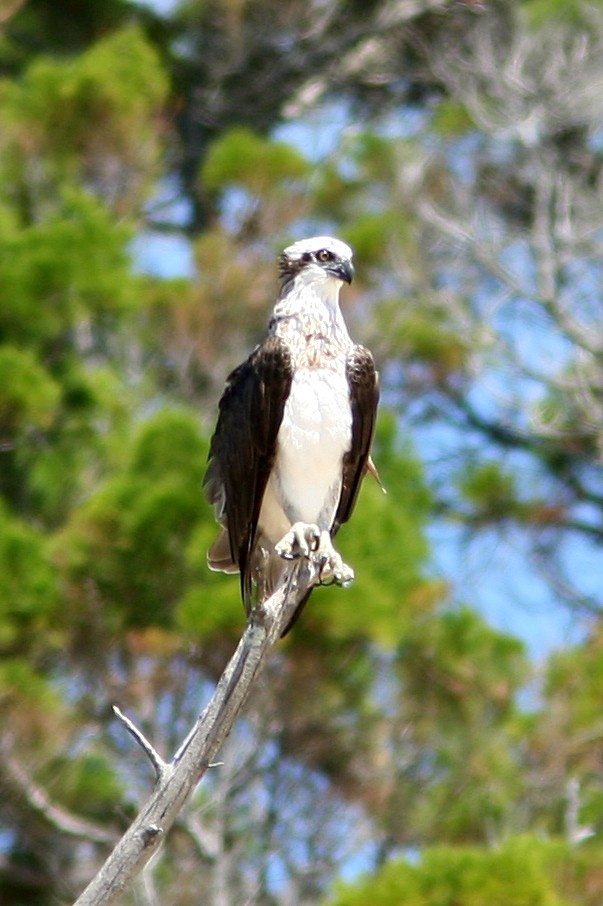
Halászsas

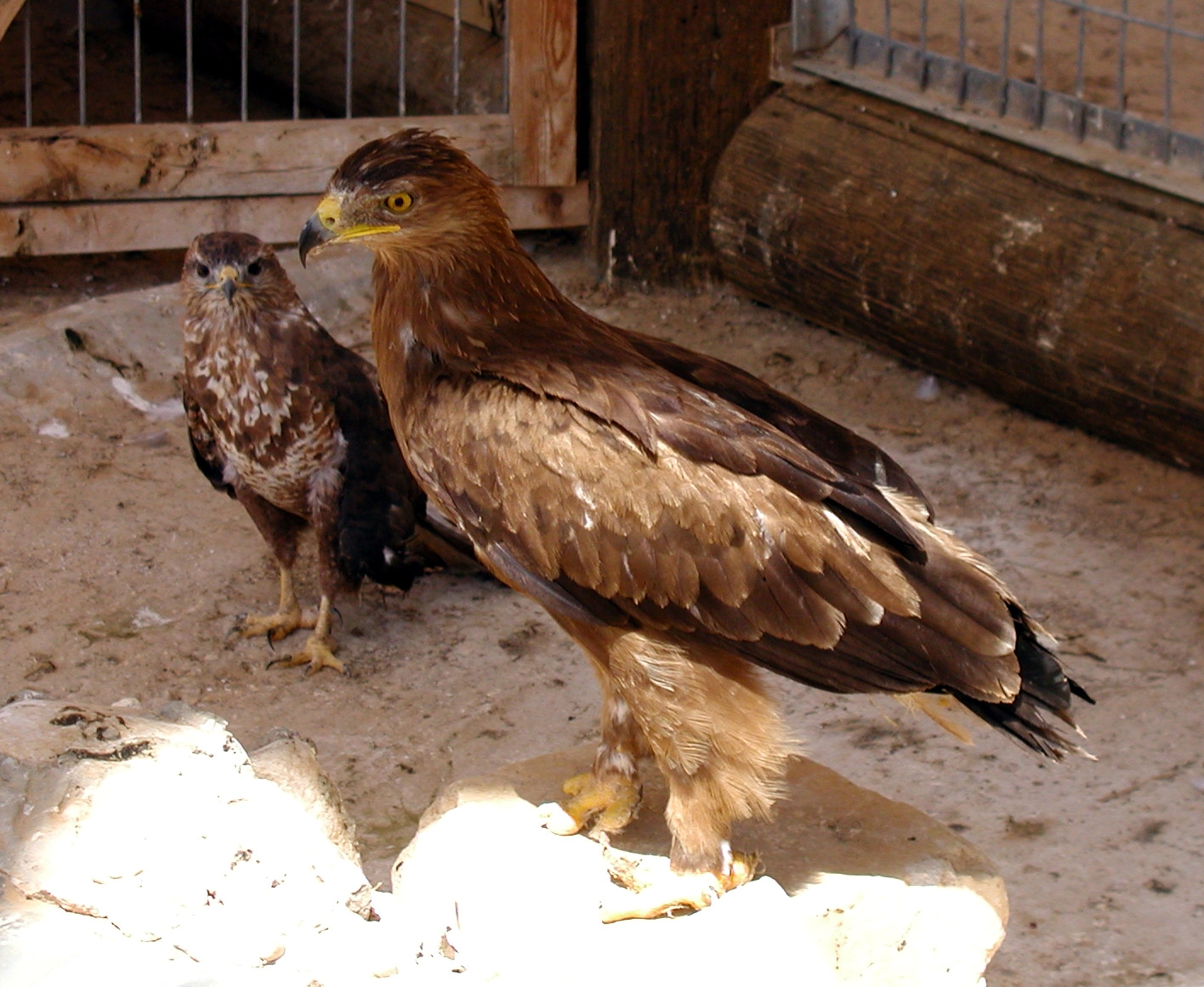
Szirti sas

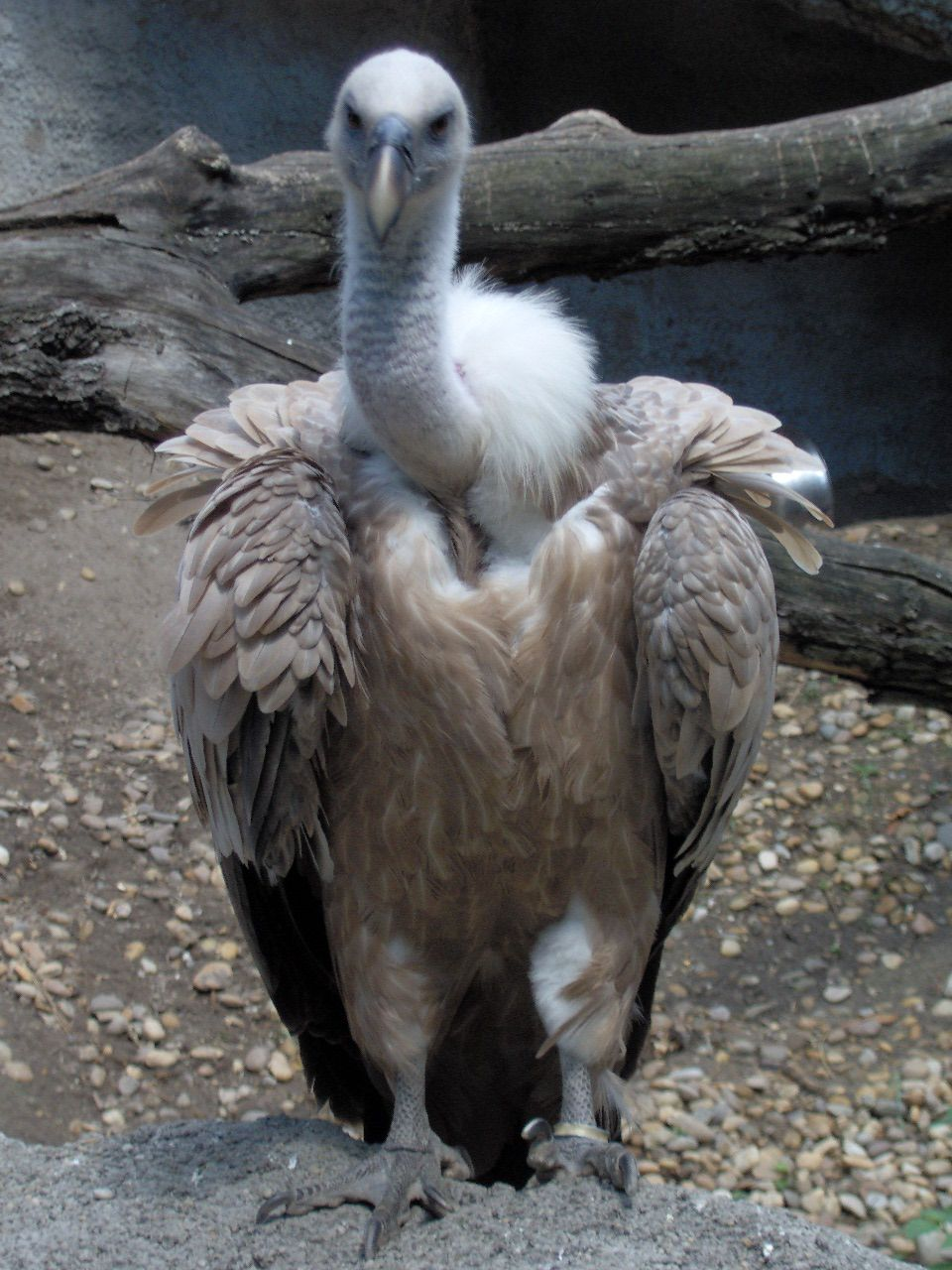
Fakókeselyű

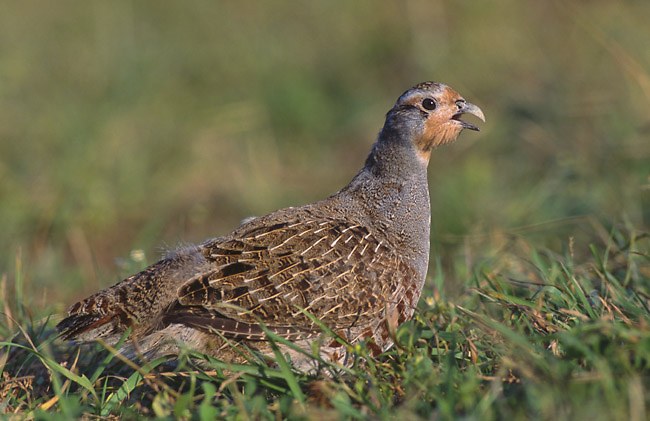
Fogoly

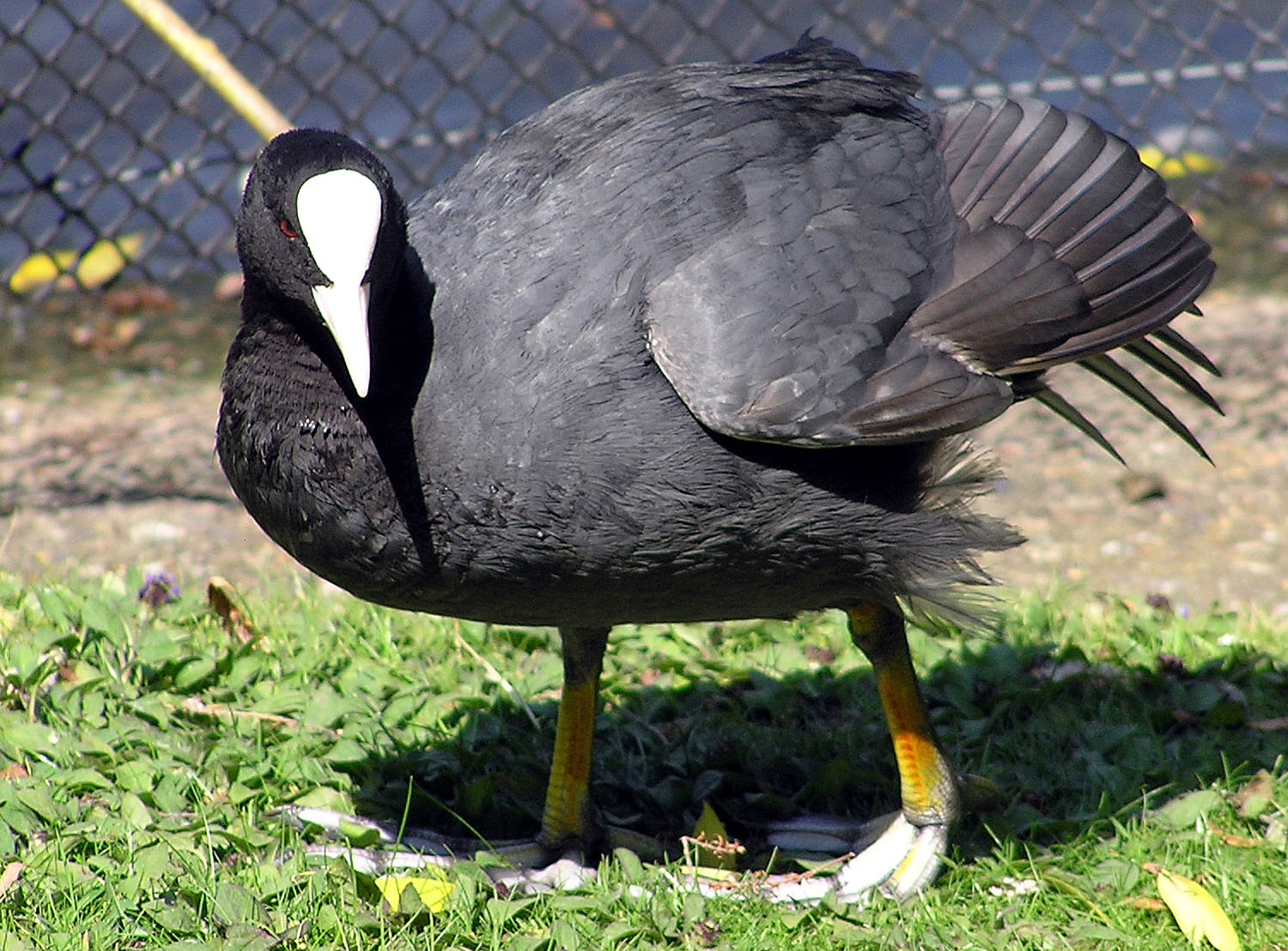
Szárcsa

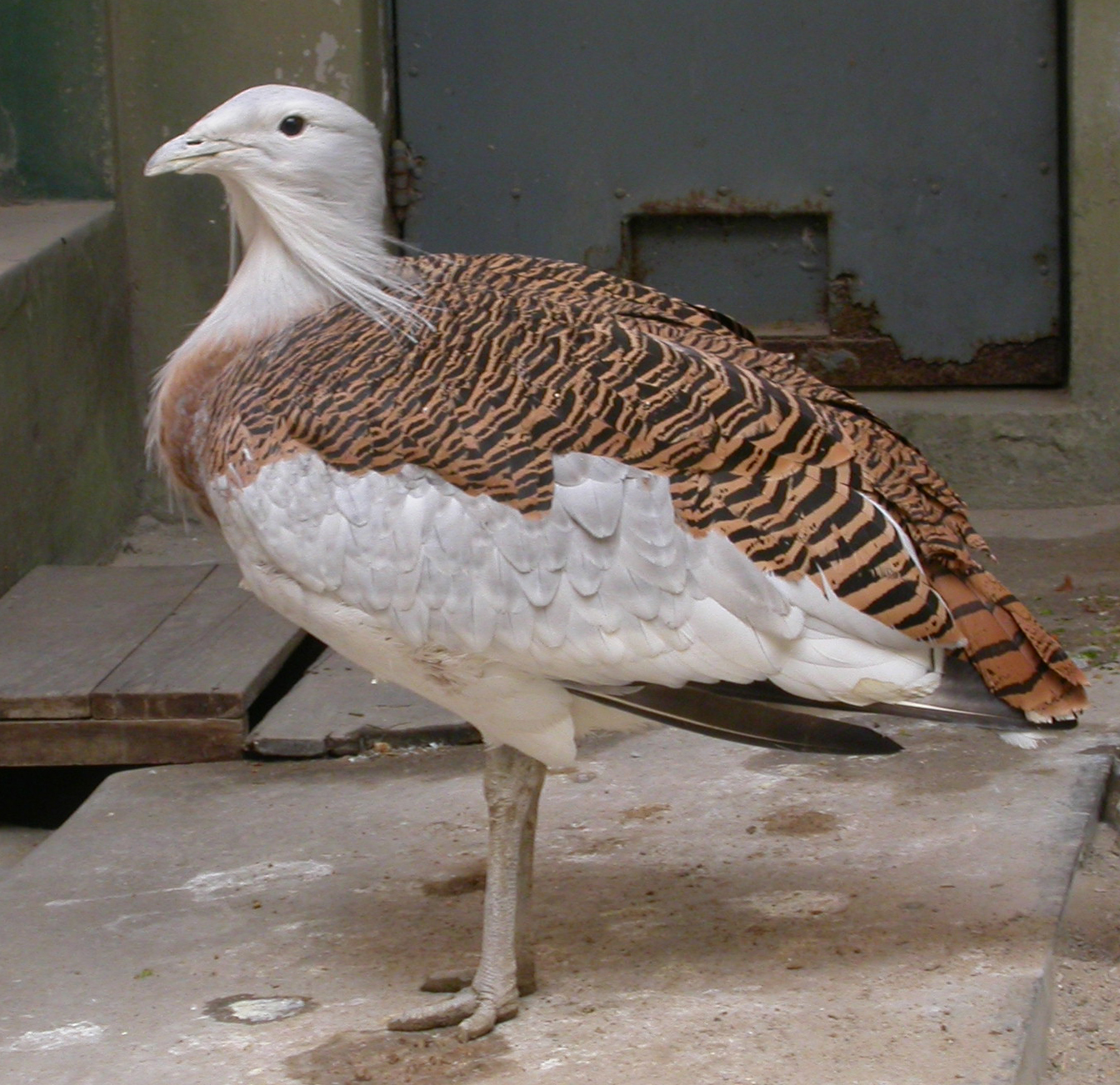
Túzok

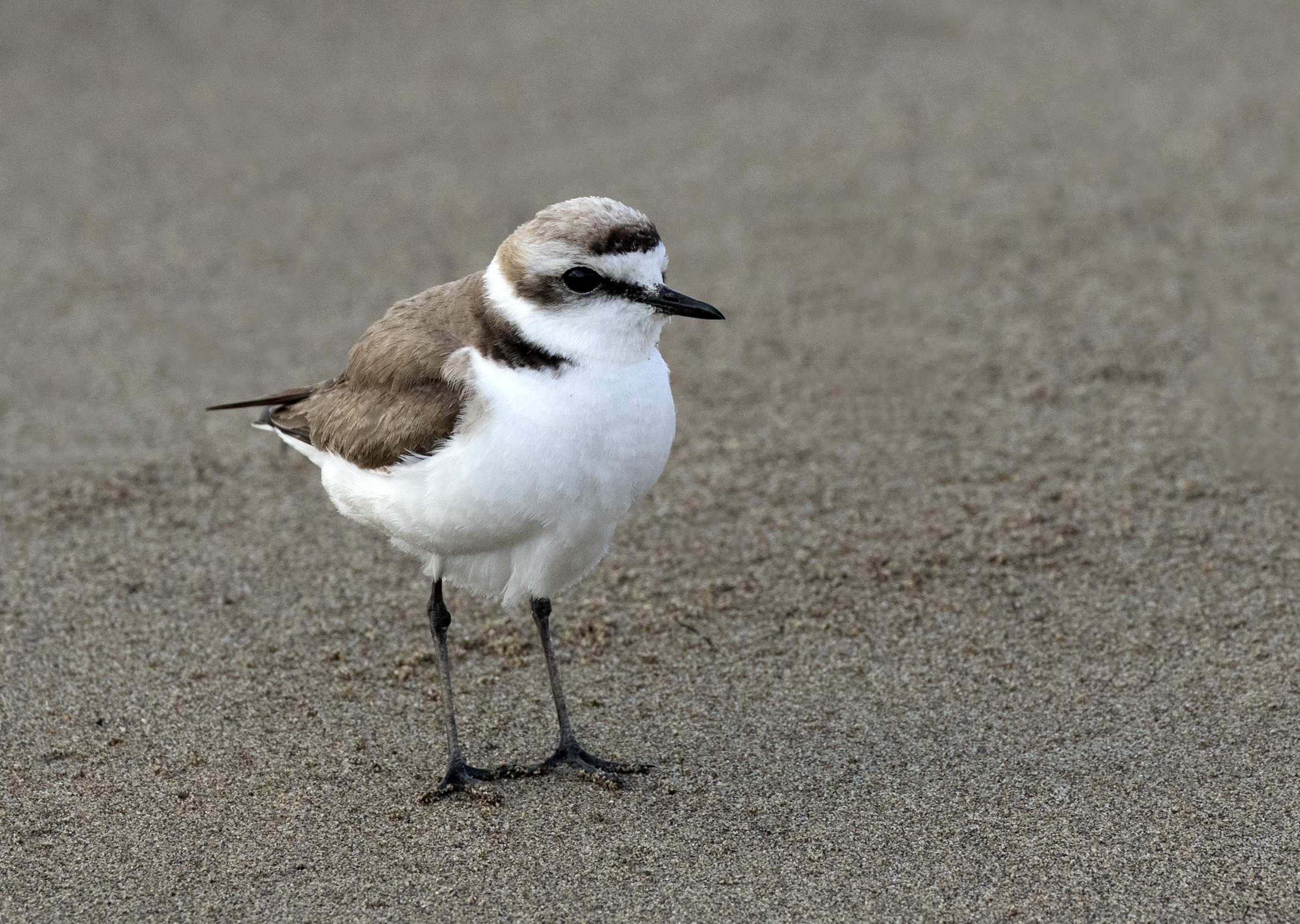
Széki lile

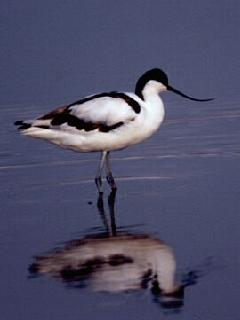
Gulipán

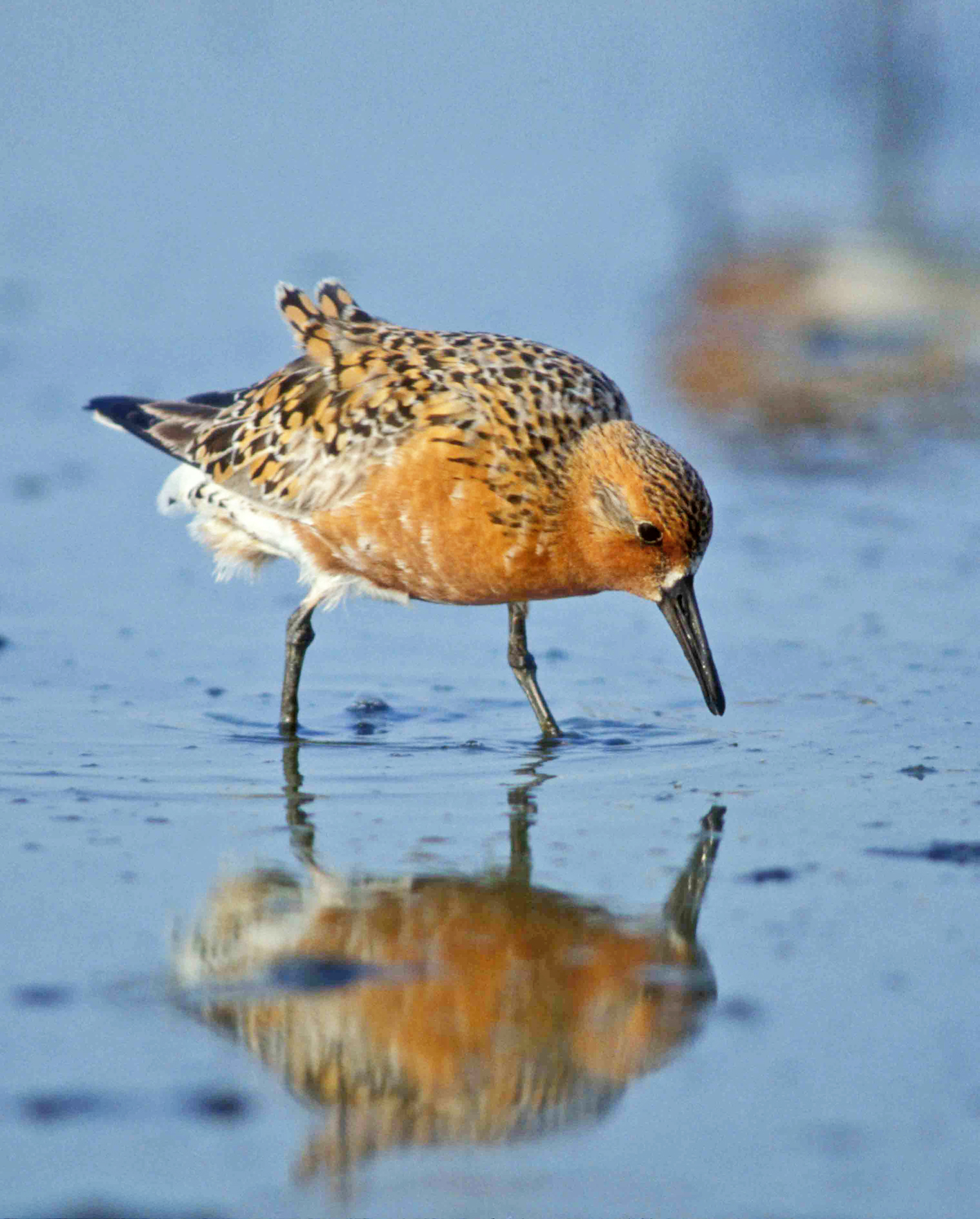
Sarki partfutó

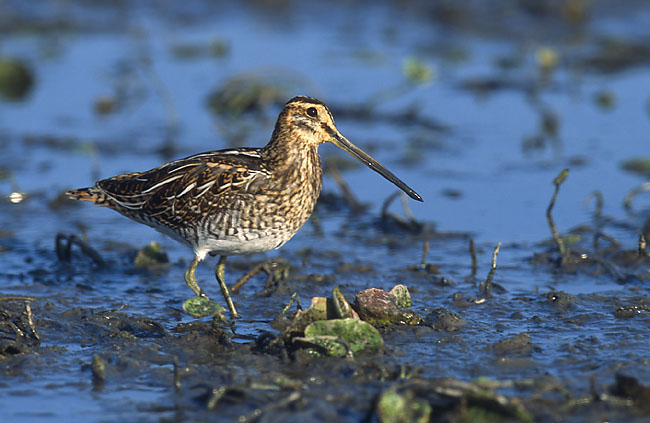
Sárszalonka

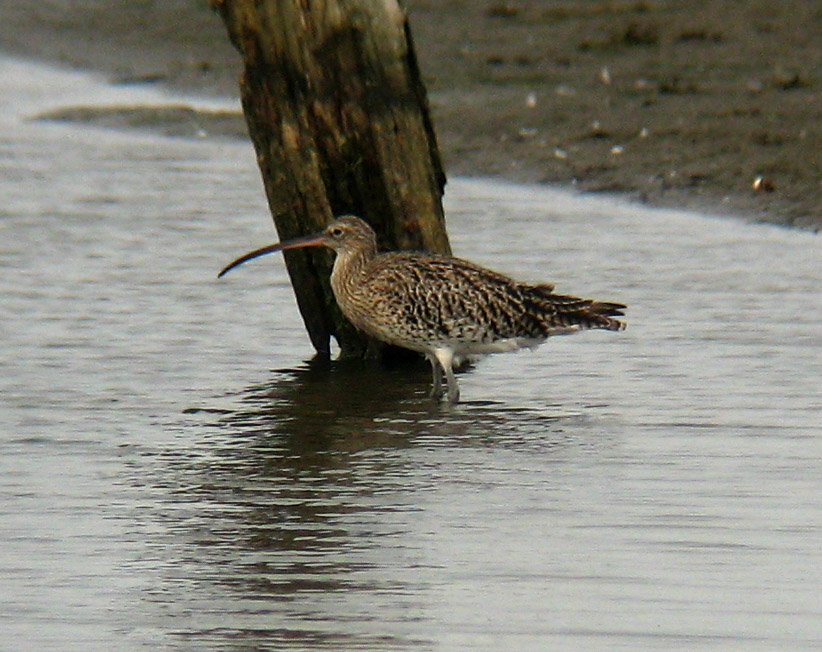
Nagy póling

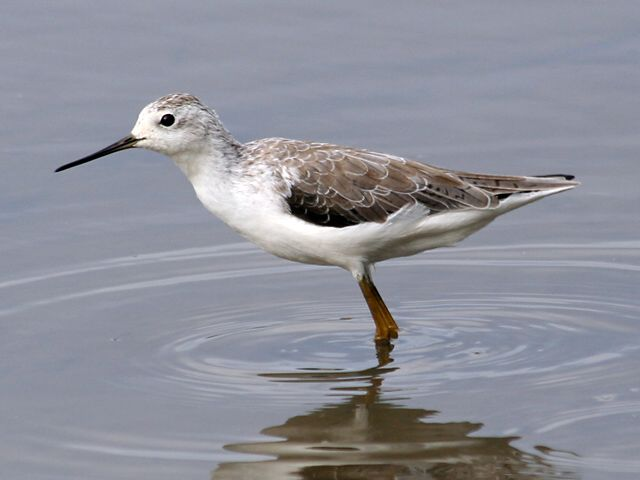
Tavi cankó

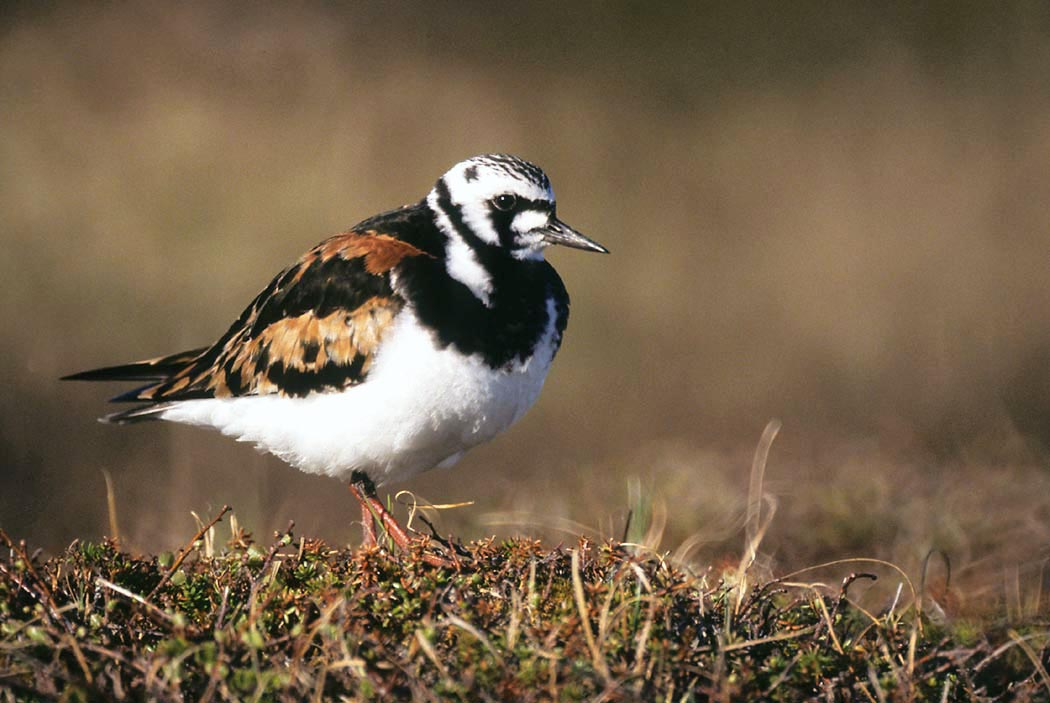
Kőforgató

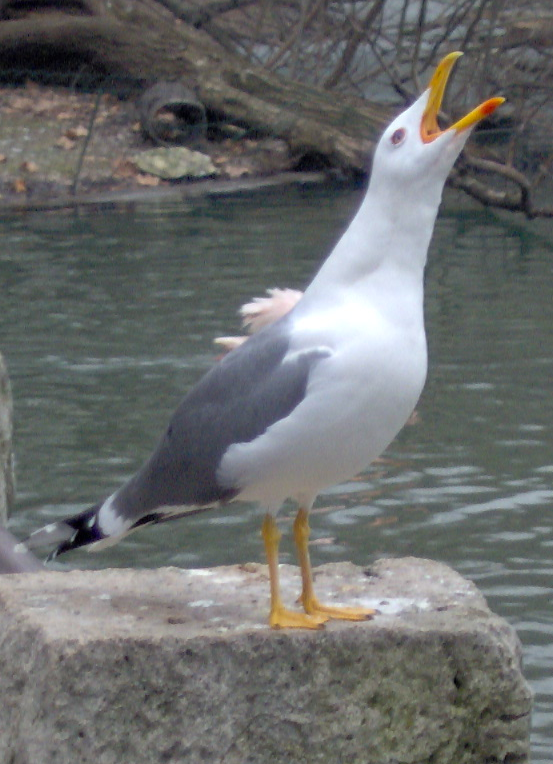
Sárgalábú sirály

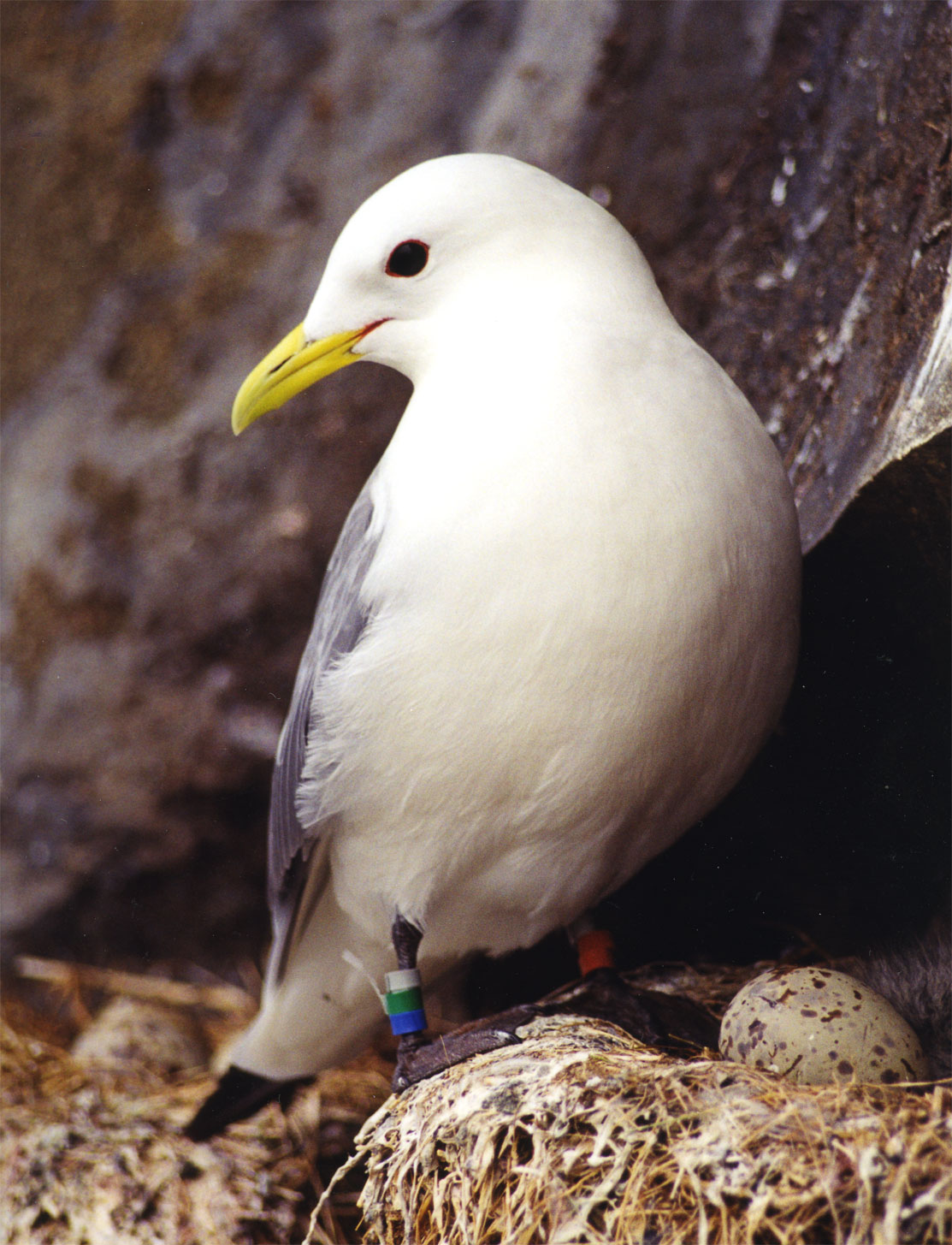
Háromujjú csüllő

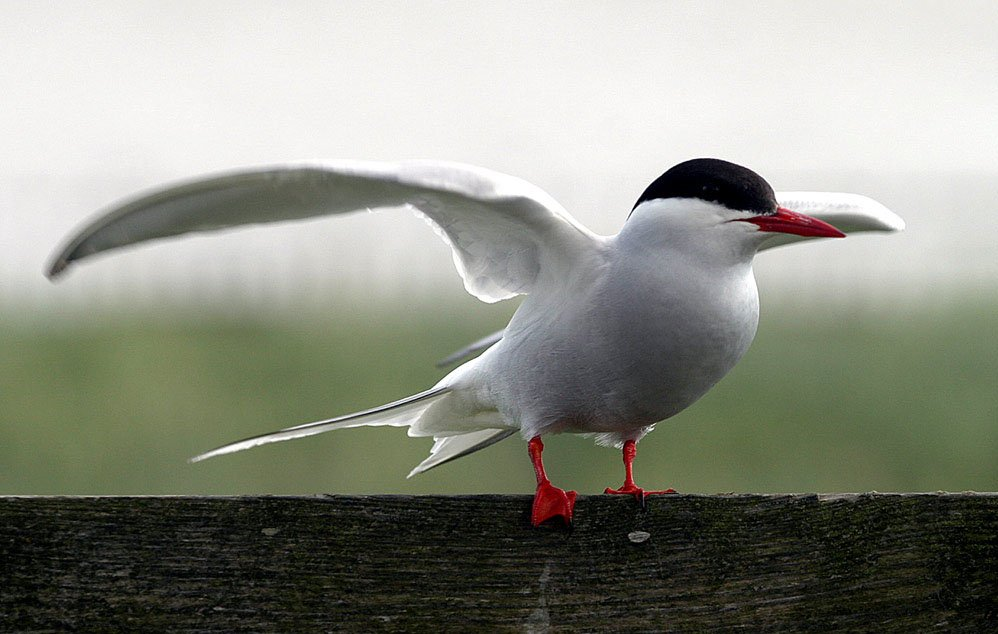
Sarki csér

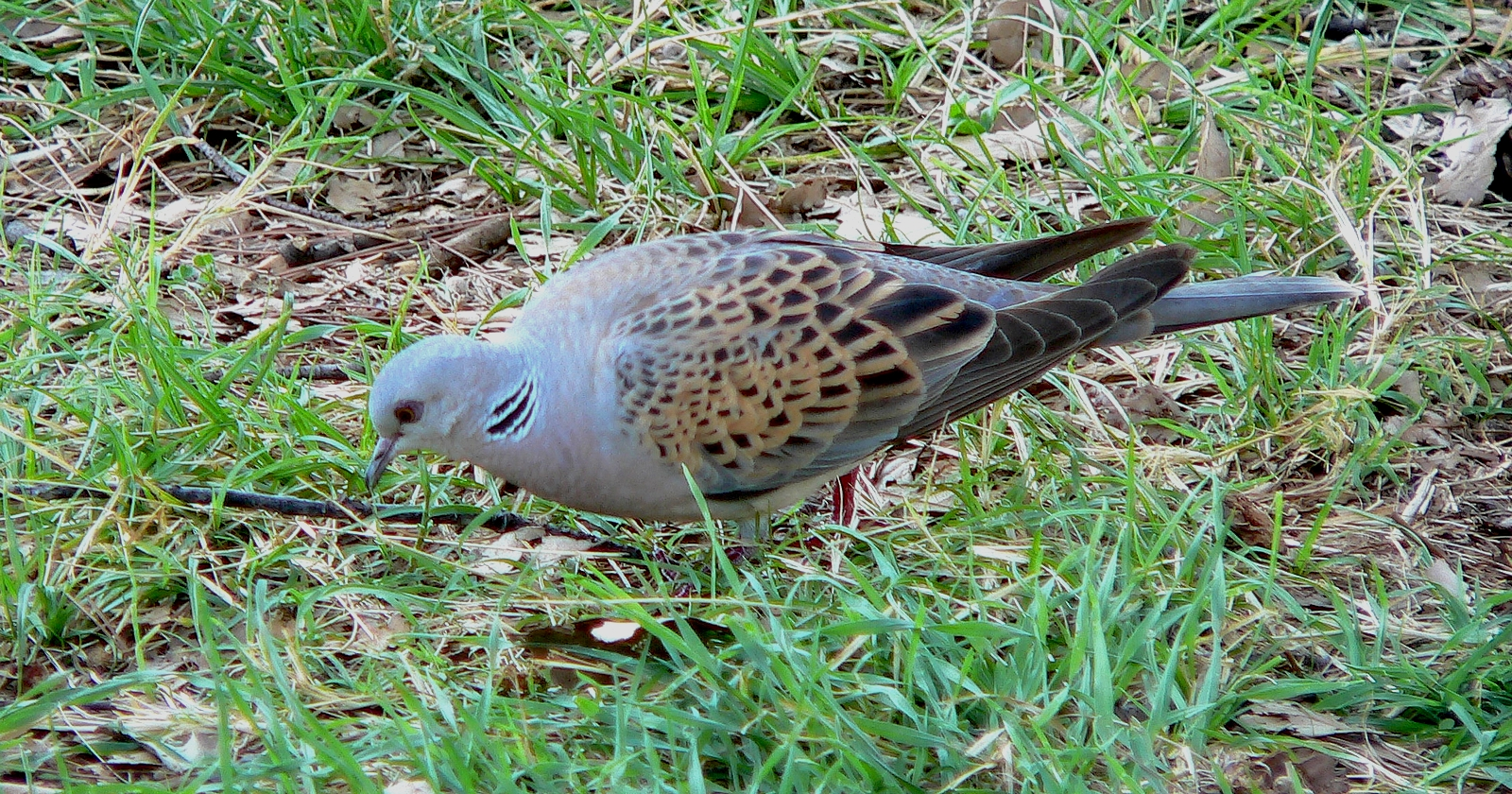
Vadgerle

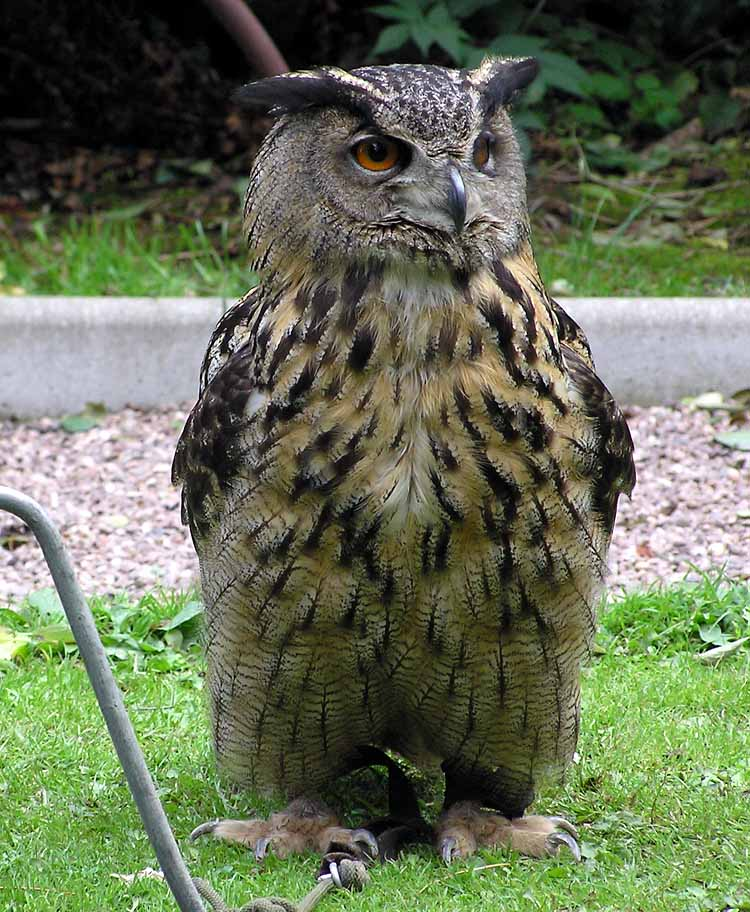
Uhu

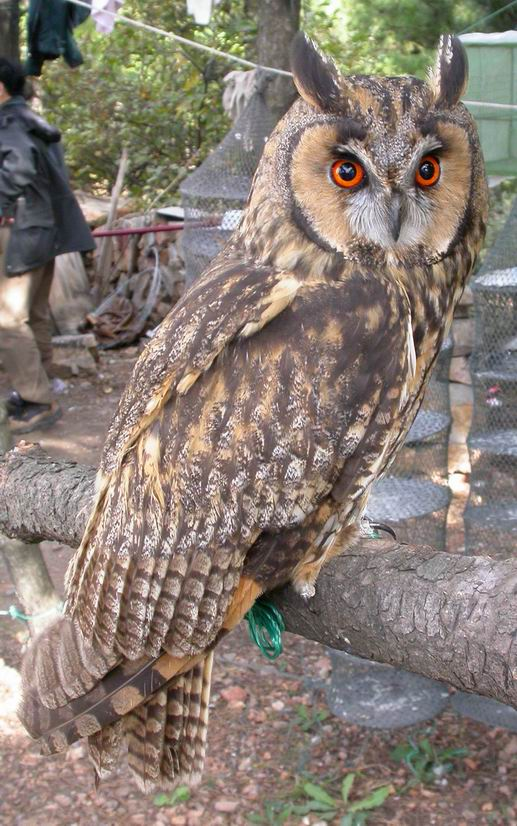
Erdei fülesbagoly

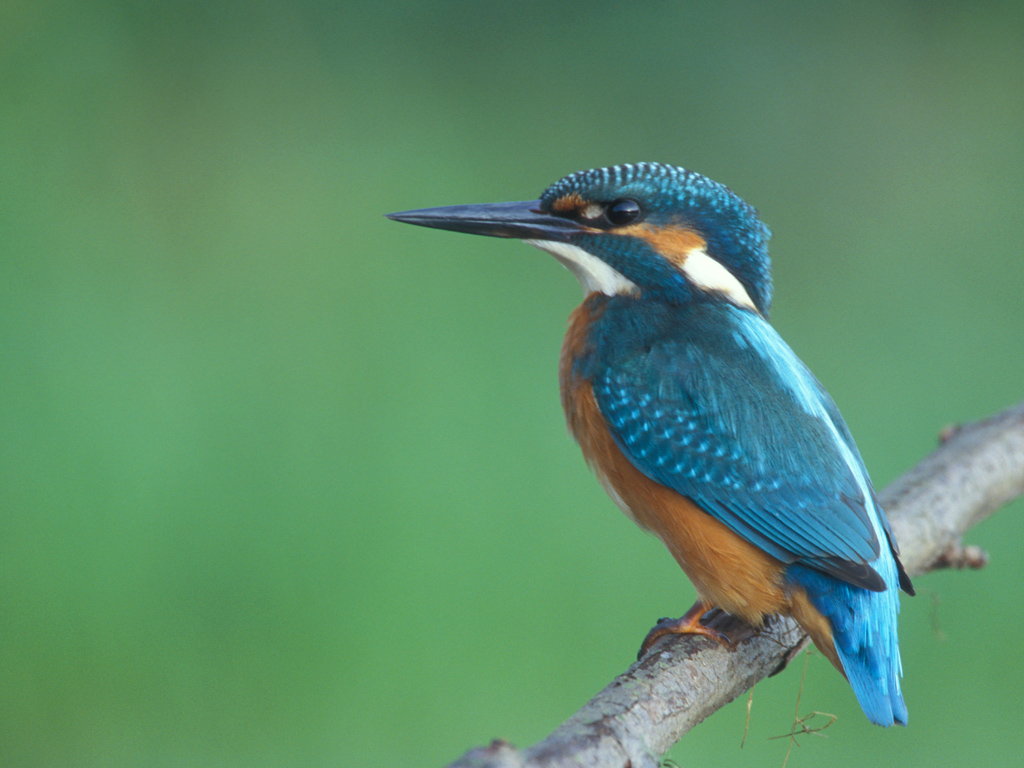
Jégmadár

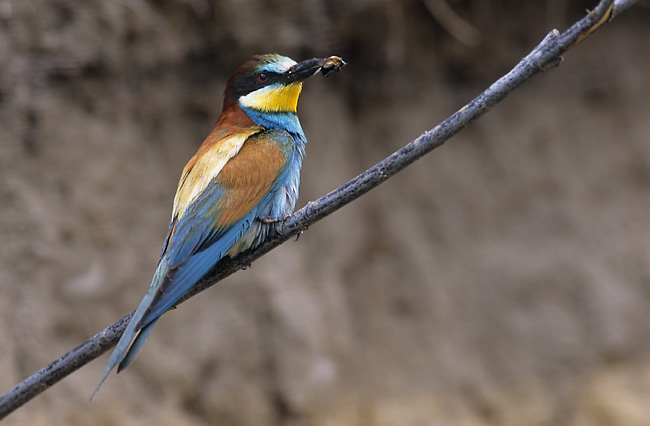
Gyurgyalag

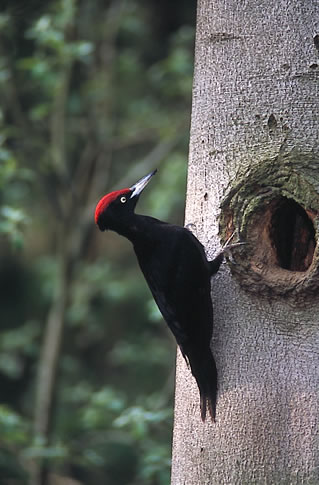
Fekete harkály

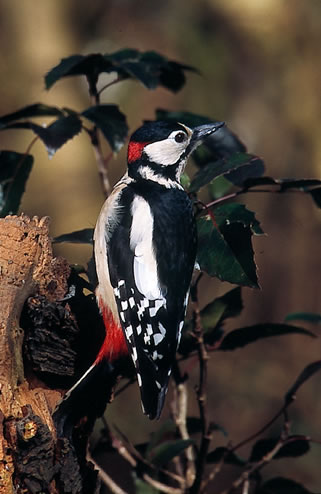
Nagy fakopáncs

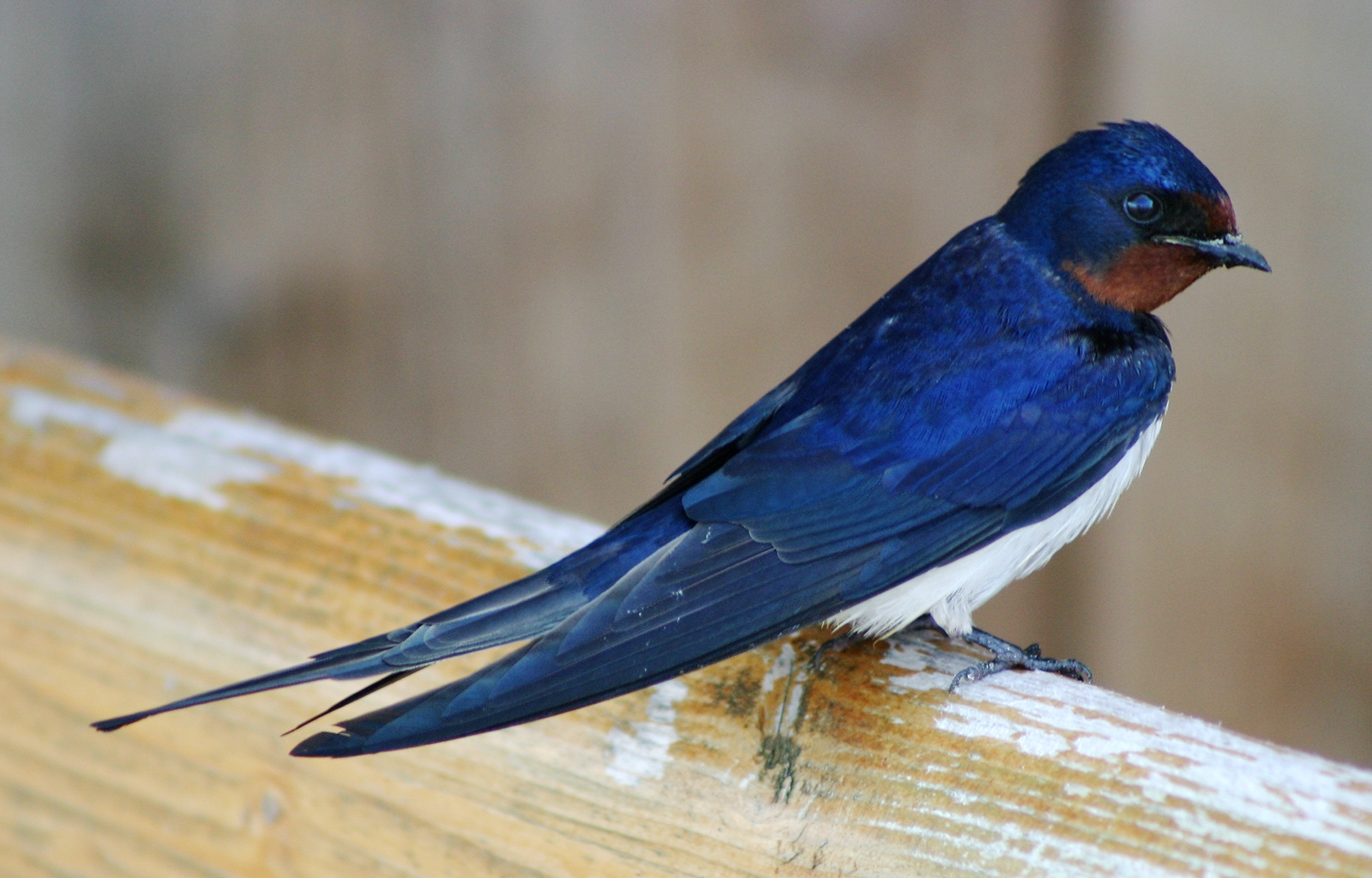
Füsti fecske

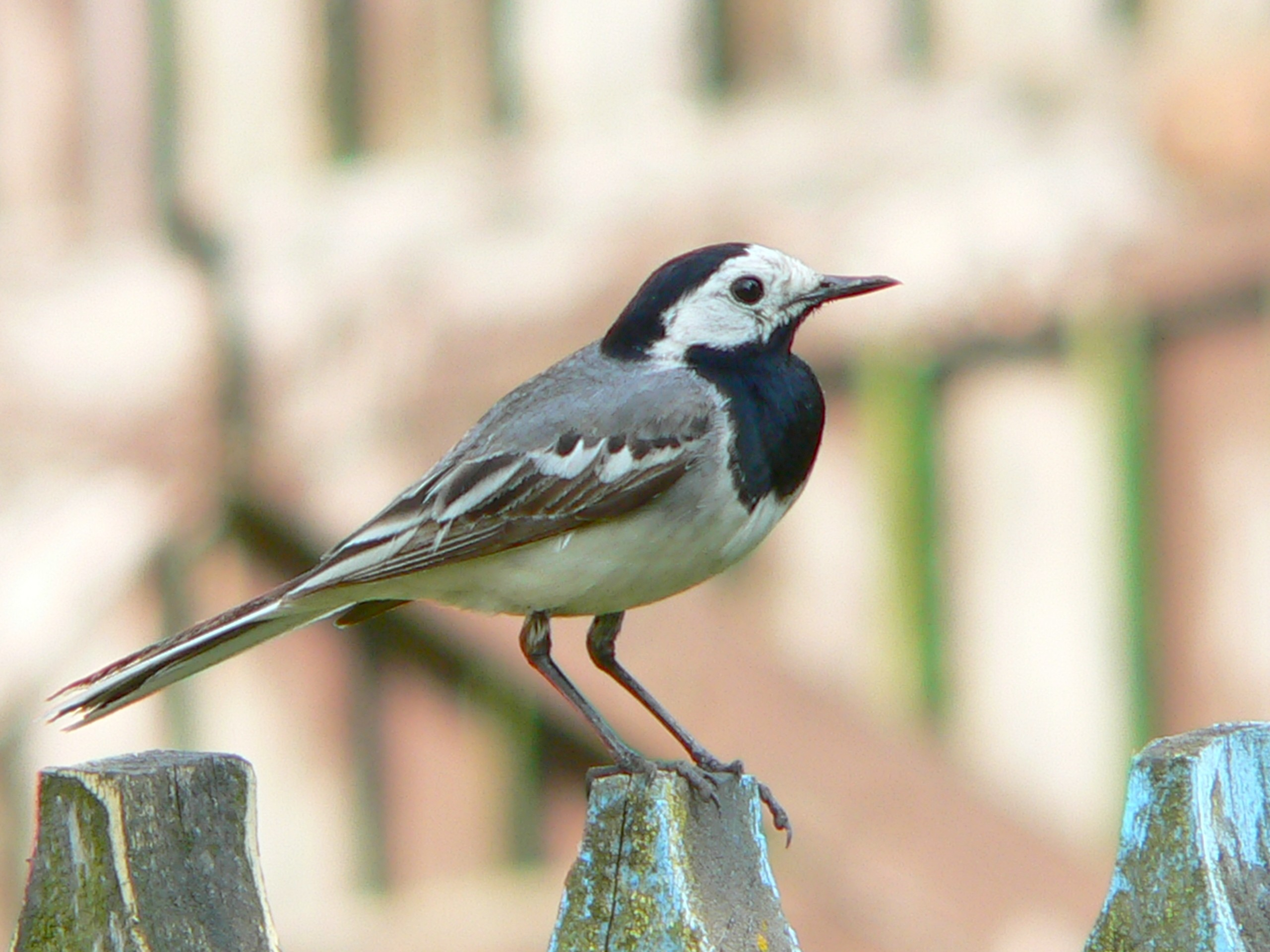
Barázdabillegető

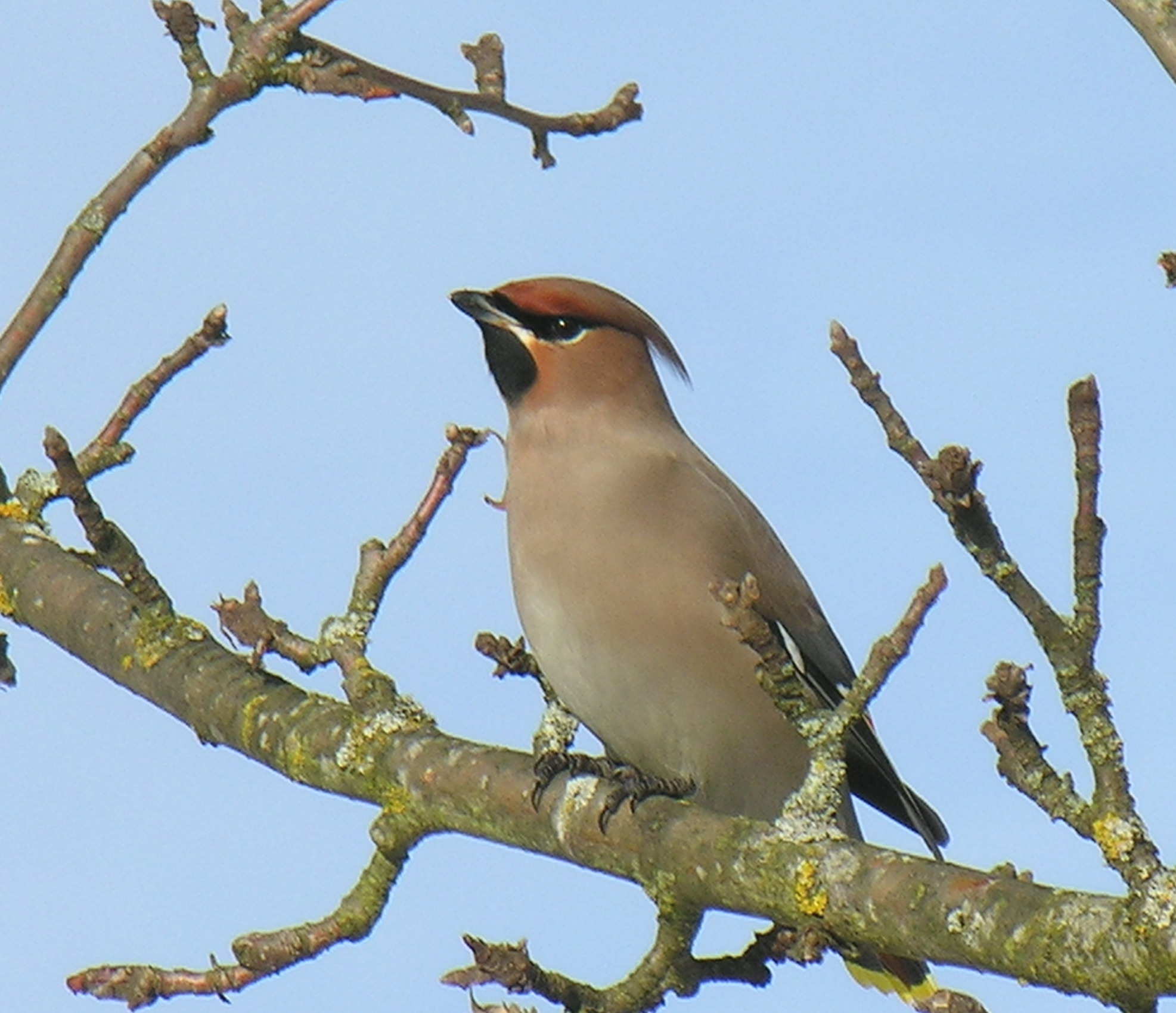
Csonttollú

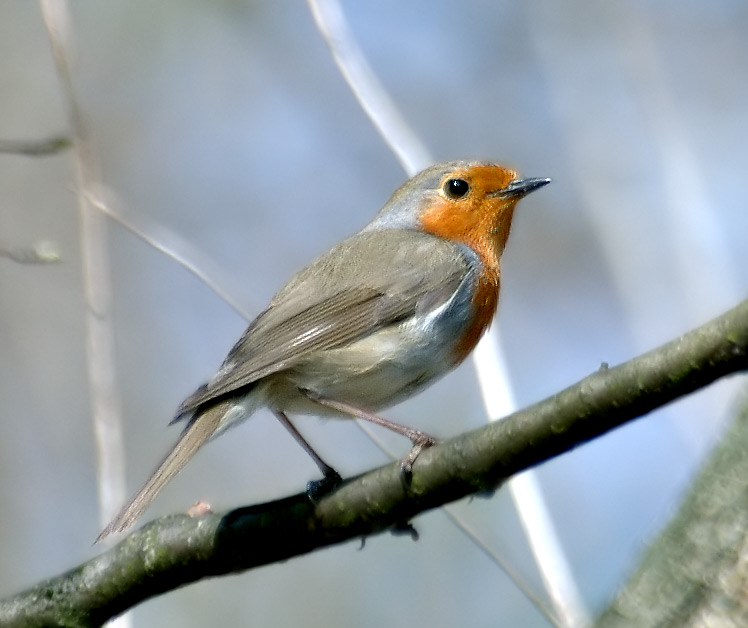
Vörösbegy

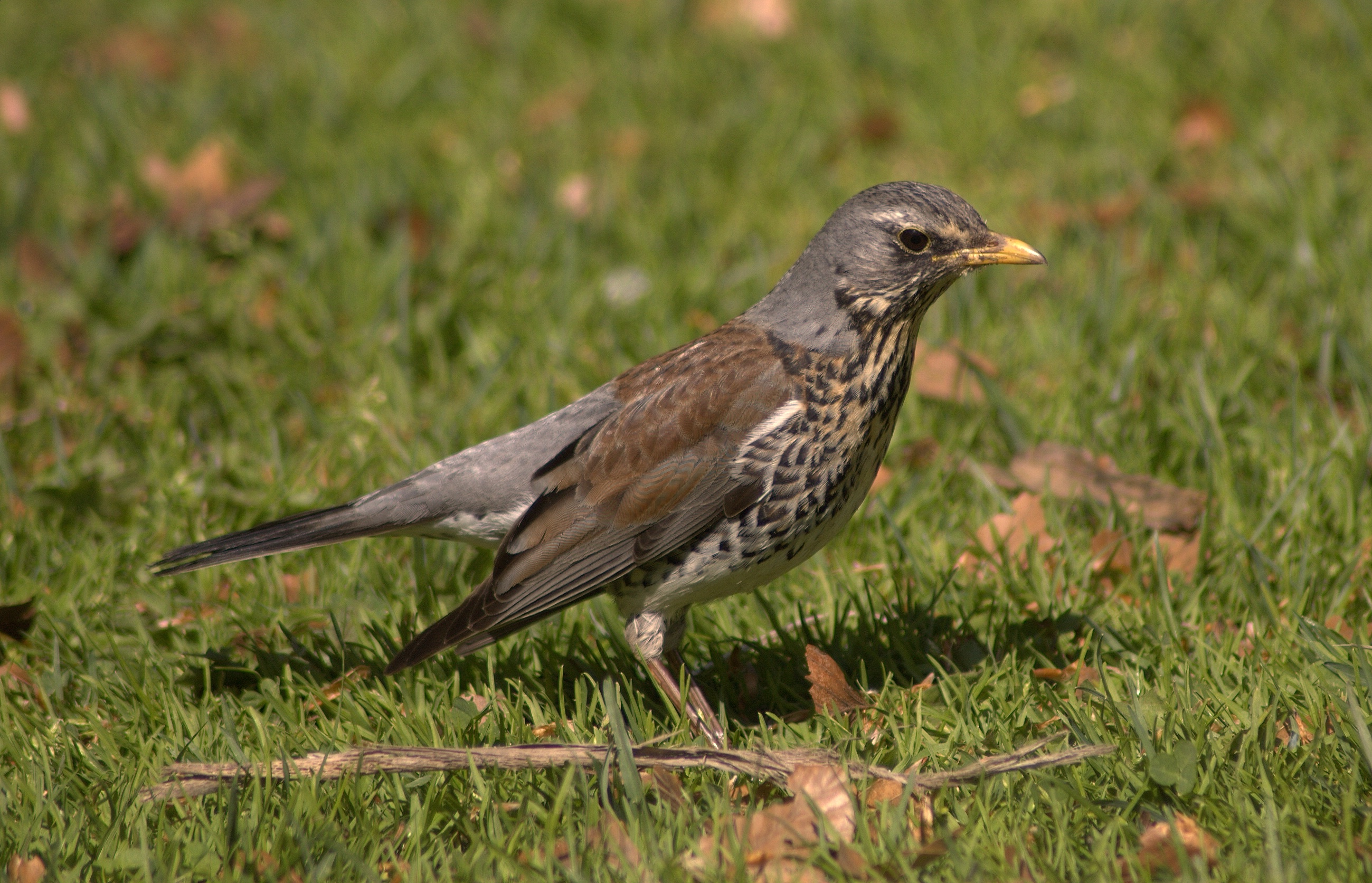
Fenyőrigó

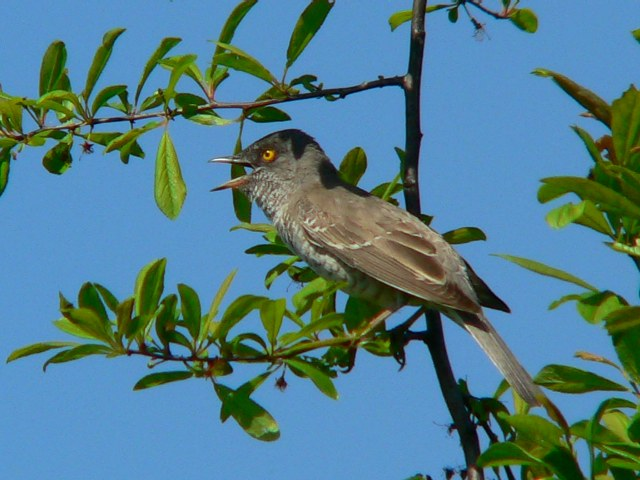
Karvalyposzáta

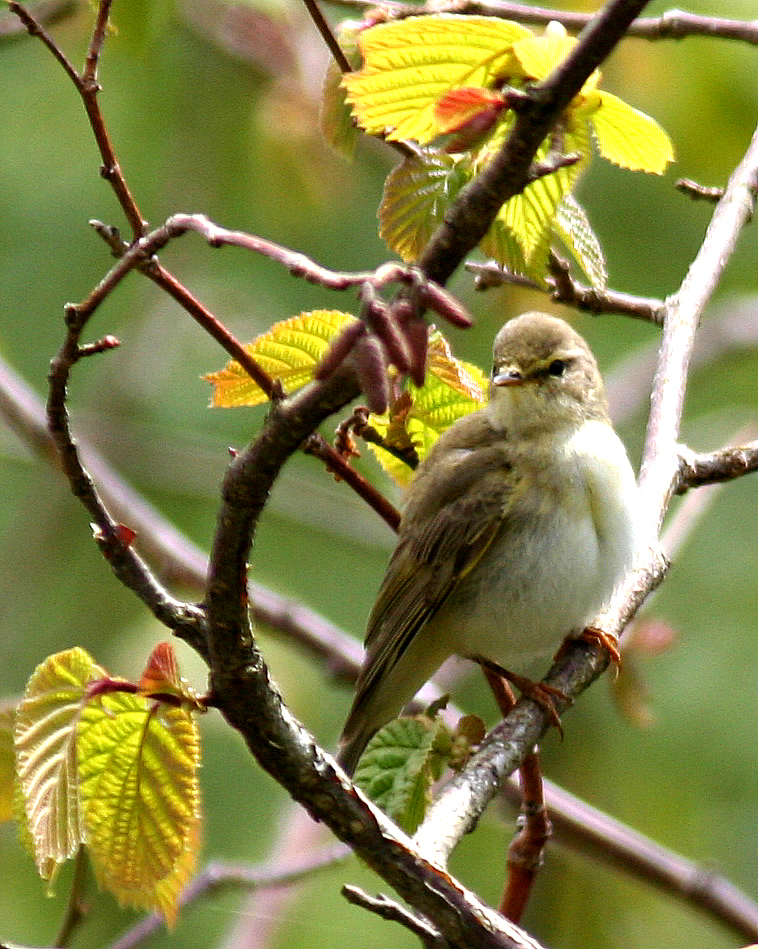
Fitiszfüzike

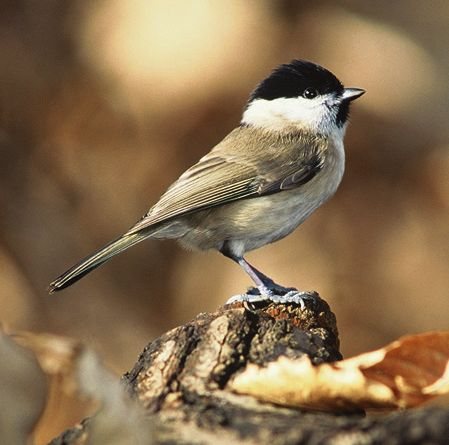
Barátcinege

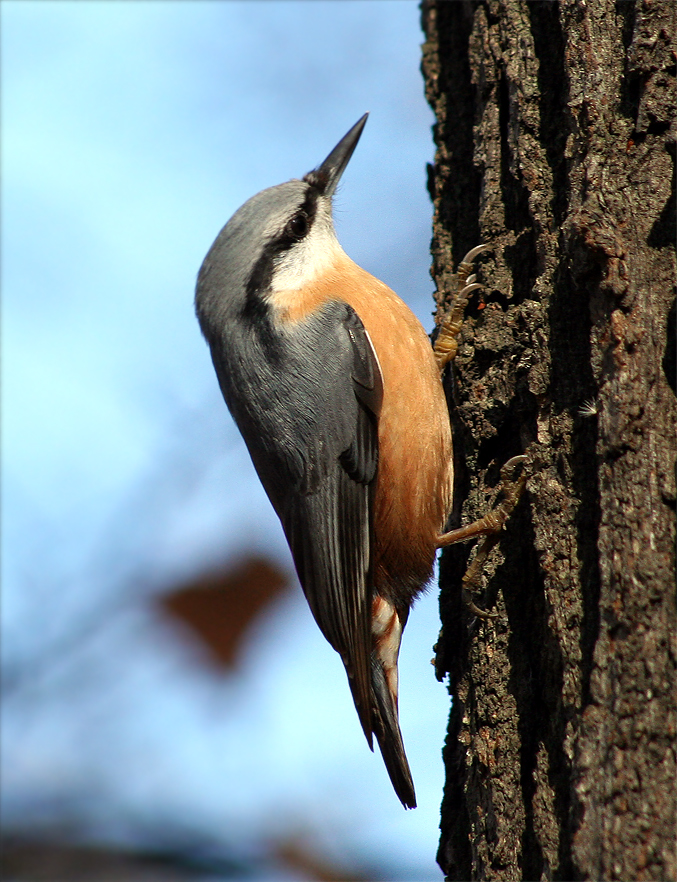
Csuszka

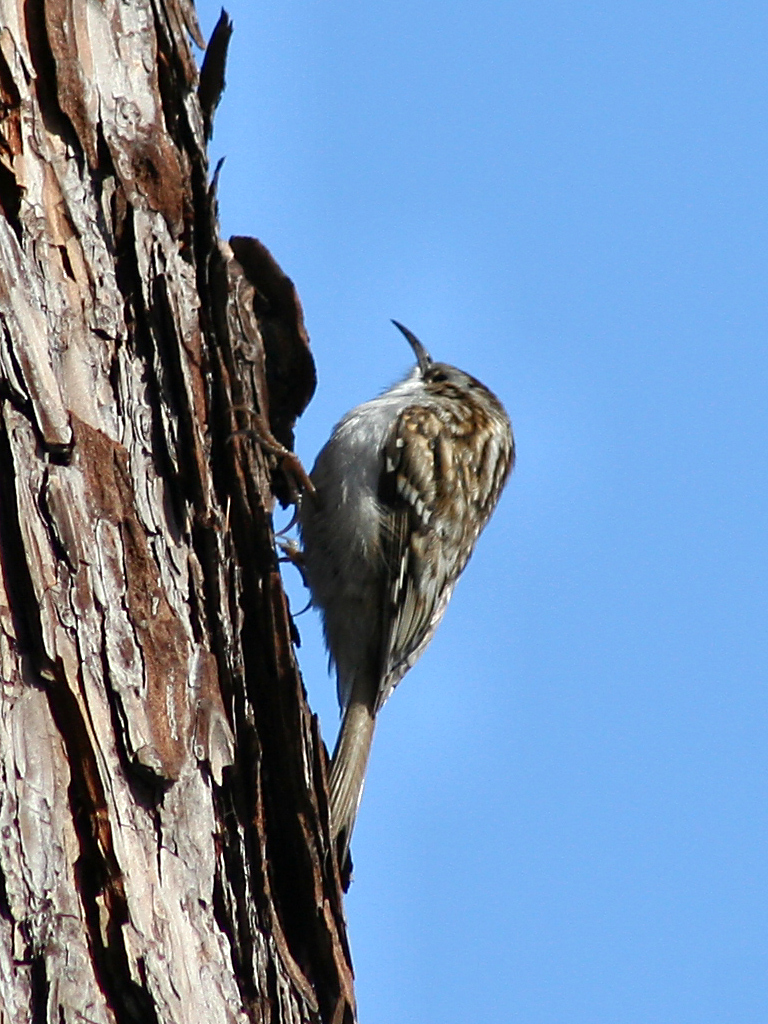
Hegyi fakusz

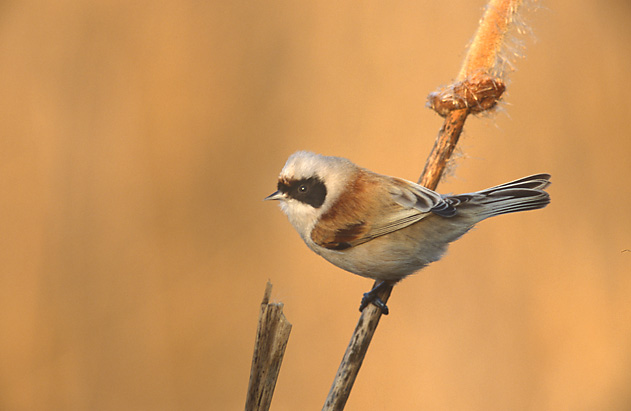
Függőcinege

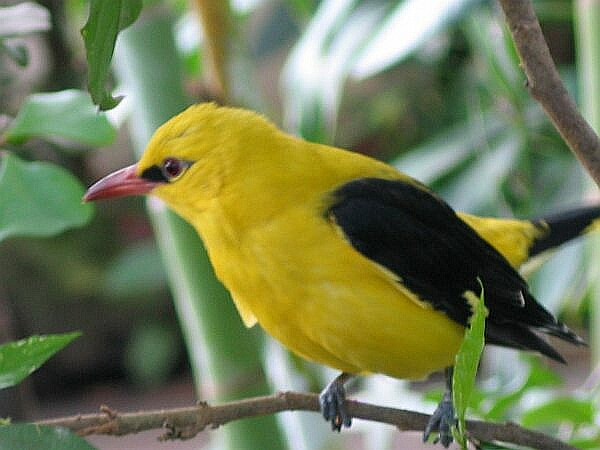
Sárgarigó

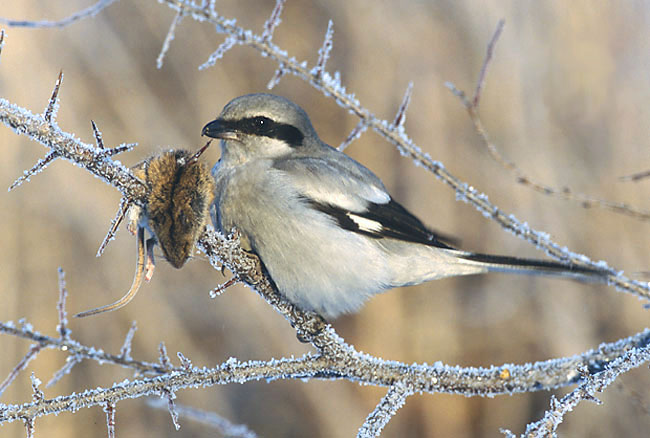
Nagy őrgébics

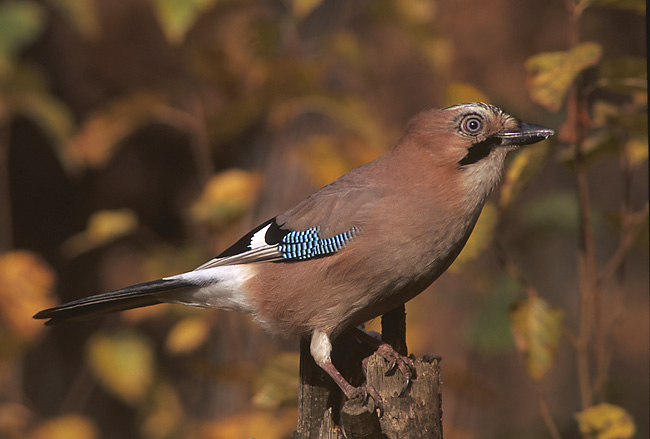
Szajkó

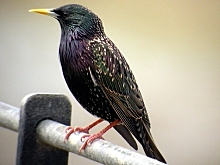
Seregély

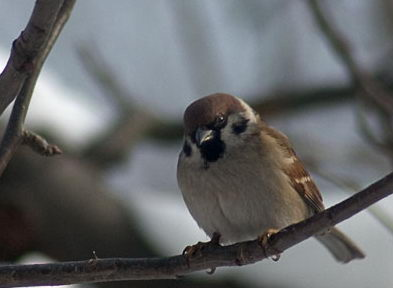
Mezei veréb

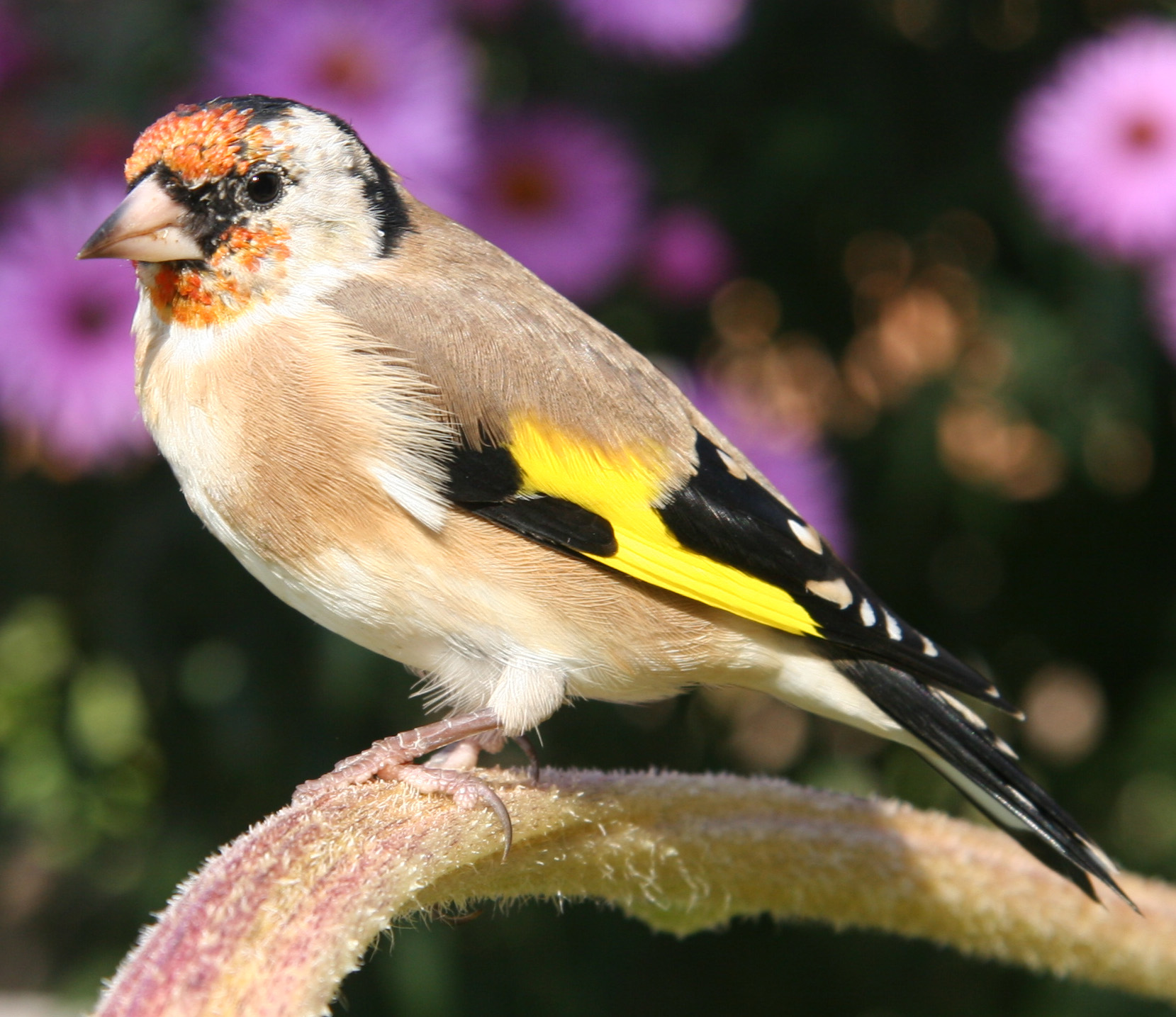
Tengelic

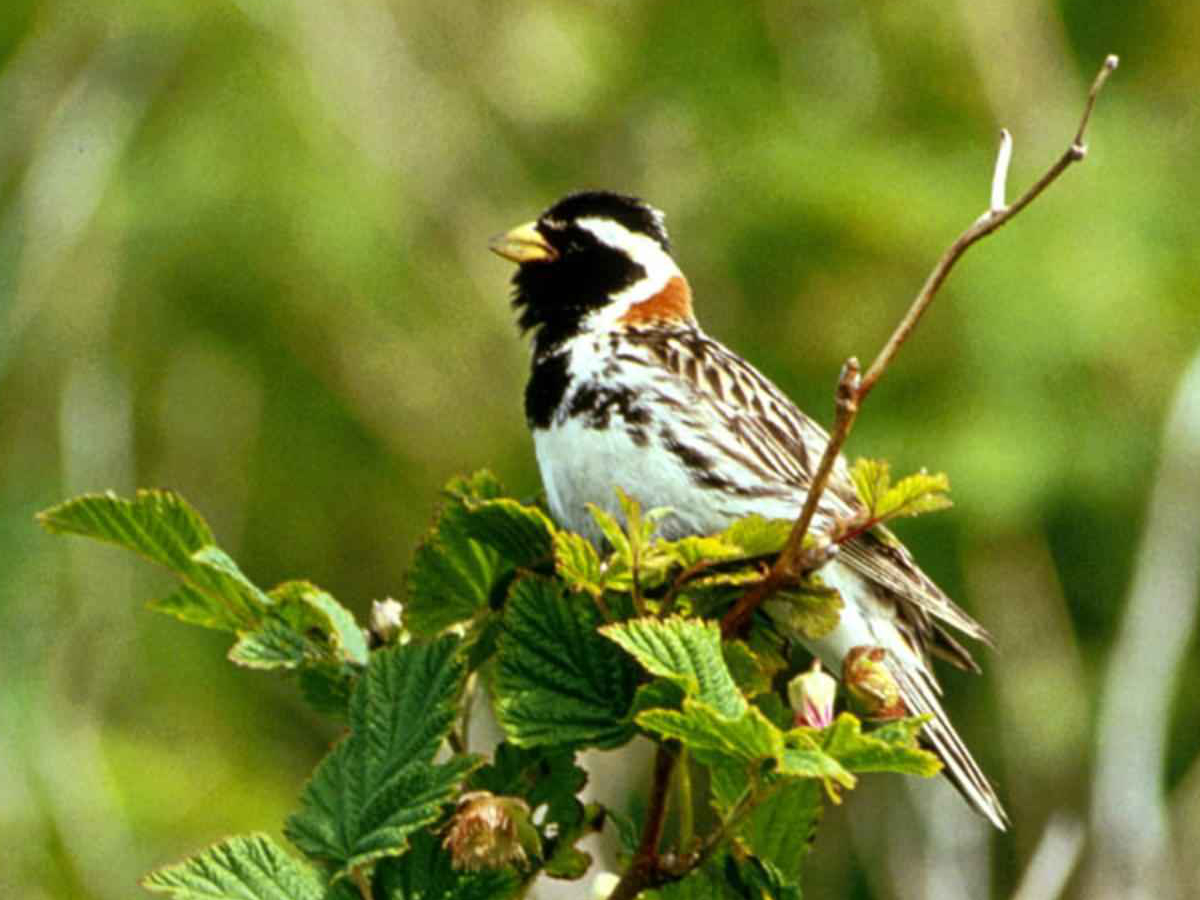
Sarkantyús sármány

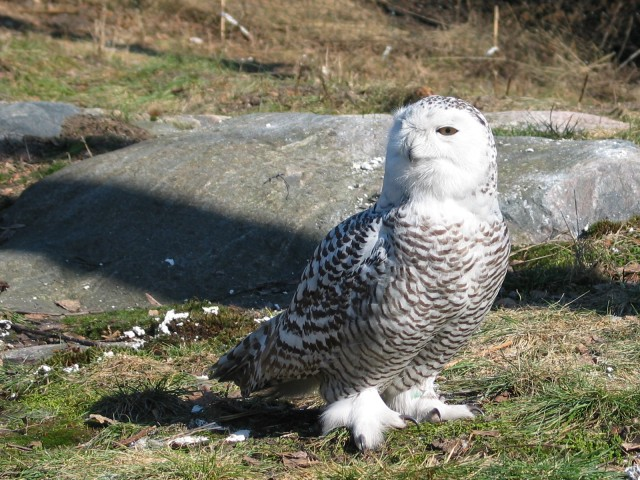
Hóbagoly

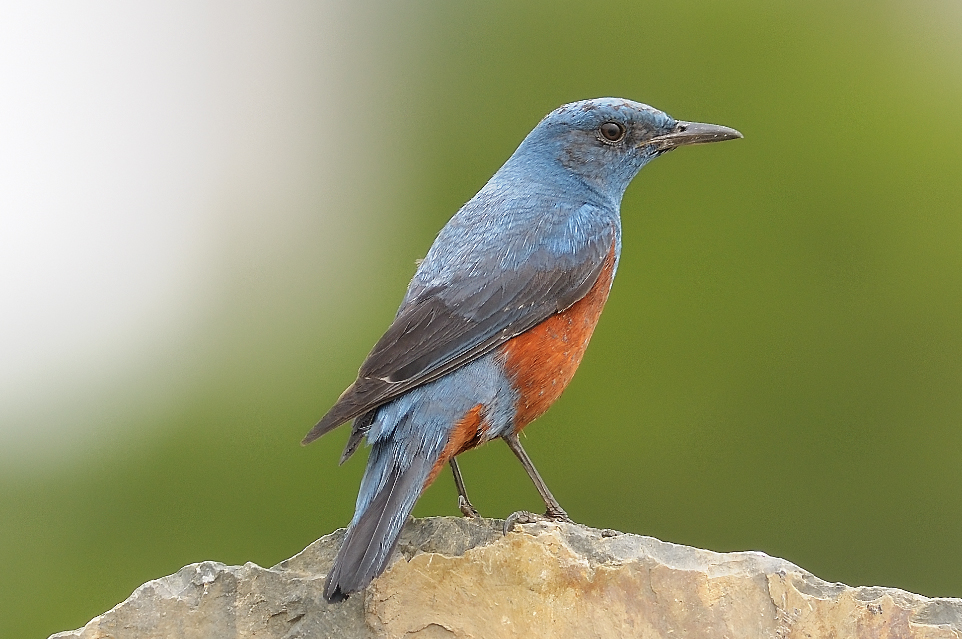
Kék kövirigó

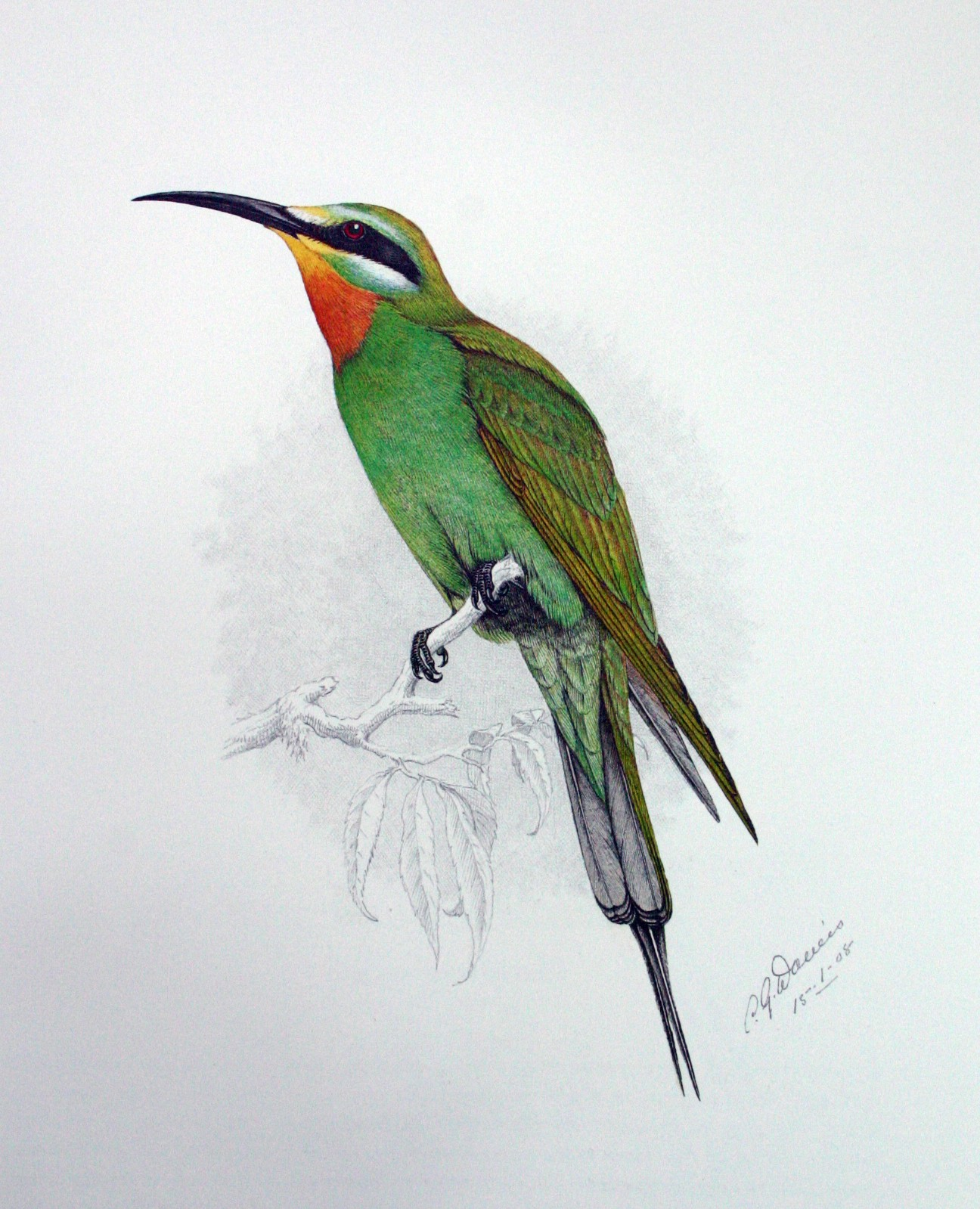
Perzsa gyurgyalag

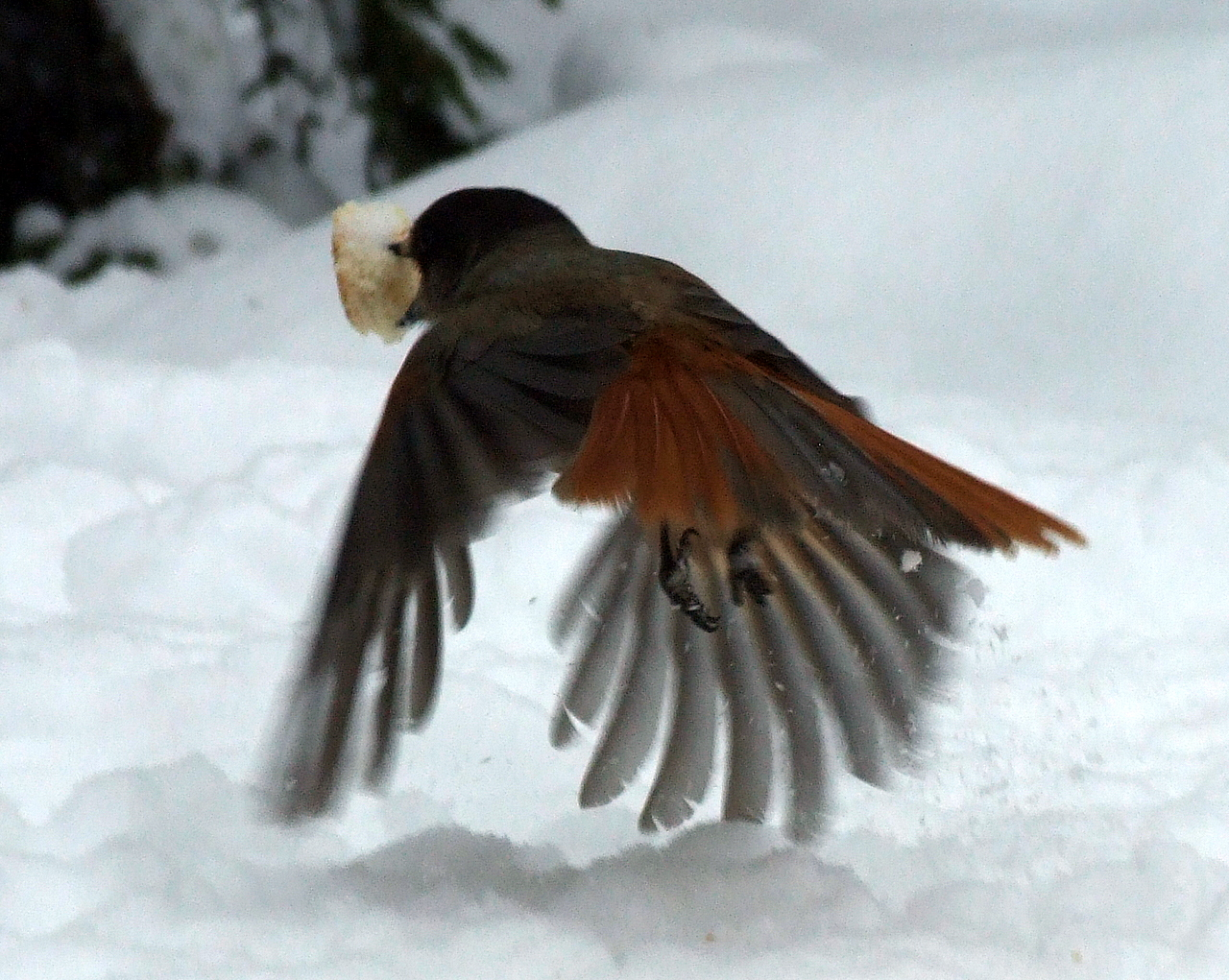
Északi szajkó

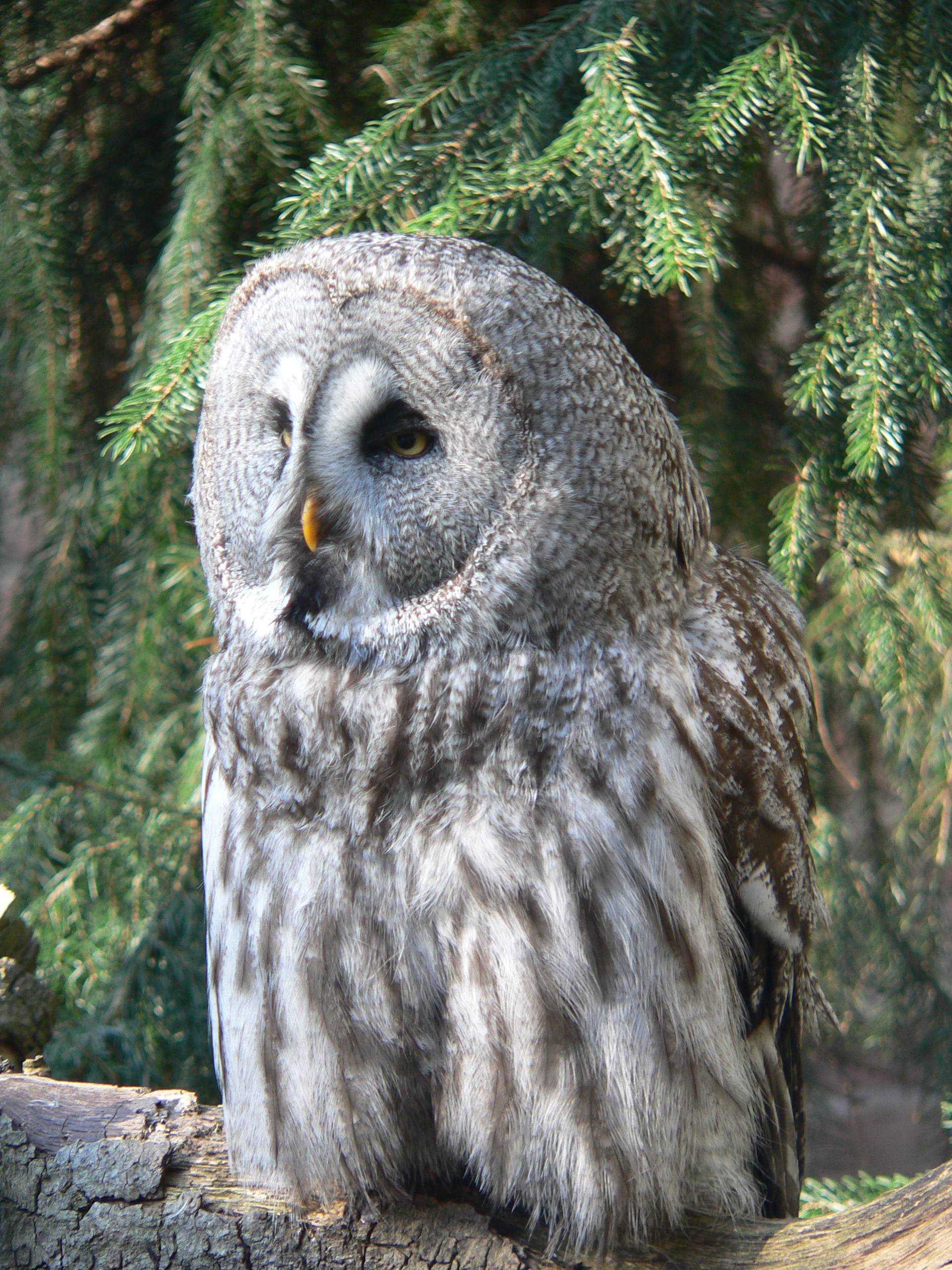
Szakállas bagoly

- Rend: búváralakúak (Gaviiformes) – 4 faj
  - Család: búvárfélék (Gaviidae)
    - északi búvár (Gavia stellata)
    - sarki búvár (Gavia arctica)
    - jeges búvár (Gavia immer)
    - fehércsőrű búvár (Gavia adamsii)

- Rend: vöcsökalakúak (Podicipediformes) – 5 faj
  - Család: vöcsökfélék (Podicipedidae)
    - kis vöcsök (Tachybaptus ruficollis)
    - búbos vöcsök (Podiceps cristatus)
    - vörösnyakú vöcsök (Podiceps grisegena)
    - füles vöcsök (Podiceps auritus)
    - feketenyakú vöcsök (Podiceps nigricollis)

- Rend: viharmadár-alakúak (Procellariiformes) – 5 faj
  - Család: viharmadárfélék (Procellariidae)
    - északi sirályhojsza (Fulmarus glacialis)
    - mediterrán vészmadár (Calonectris diomedea)
    - atlanti vészmadár (Puffinus puffinus)
    - bukdosó vészmadár (Puffinus yelkouan)

  - Család: viharfecskefélék (Hydrobatidae)
    - európai viharfecske (Hydrobates pelagicus)

- Rend: gödényalakúak (Pelecaniformes) – 5 faj
  - Család: gödényfélék (Pelecanidae)
    - rózsás gödény (Pelecanus onocrotalus)
    - borzas gödény (Pelecanus crispus)

  - Család: kárókatonafélék (Phalacrocoracidae)
    - nagy kárókatona (Phalacrocorax carbo)
    - üstökös kárókatona (Phalacrocorax aristotelis)
    - kis kárókatona (Phalacrocorax pygmeus)

- Rend: gólyaalakúak (Ciconiiformes) – 13 faj
  - Család: gémfélék (Ardeidae)
    - szürke gém (Ardea cinerea)
    - vörös gém (Ardea purpurea)
    - nagy kócsag (Egretta alba) vagy (Ardea alba)
    - kis kócsag (Egretta garzetta)
    - pásztorgém (Bubulcus ibis)
    - mangrovegém (Butorides striatus) vagy (Butorides striata)
    - bakcsó (Nycticorax nycticorax)
    - bölömbika (Botaurus stellaris)

  - Család: gólyafélék (Ciconiidae)
    - fekete gólya (Ciconia nigra)
    - fehér gólya (Ciconia ciconia)

  - Család: íbiszfélék (Threskiornithidae)
    - batla (Plegadis falcinellus)
    - kanalasgém (Platalea leucorodia)

- Rend: flamingóalakúak (Phoenicopteriformes) – 1 faj
  - Család: flamingófélék (Phoenicopteridae)
    - rózsás flamingó (Phoenicopterus ruber) vagy (Phoenicopterus roseus)

- Rend: lúdalakúak (Anseriformes) – 38 faj
  - Család: récefélék (Anatidae)
    - bütykös hattyú (Cygnus olor)
    - énekes hattyú (Cygnus cygnus)
    - kis hattyú (Cygnus columbianus)
    - vetési lúd (Anser fabalis)
    - rövidcsőrű lúd (Anser brachyrhynchus)
    - nagy lilik (Anser albifrons)
    - kis lilik (Anser erythropus)
    - nyári lúd (Anser anser)
    - indiai lúd (Anser indicus)
    - sarki lúd (Chen caerulescens)
    - örvös lúd (Branta bernicla)
    - apácalúd (Branta leucopsis)
    - vörösnyakú lúd (Branta ruficollis)
    - vörös ásólúd (Tadorna ferruginea)
    - bütykös ásólúd (Tadorna tadorna)
    - fütyülő réce (Anas penelope)
    - kendermagos réce (Anas strepera)
    - csörgő réce (Anas crecca)
    - tőkés réce (Anas platyrhynchos)
    - nyílfarkú réce (Anas acuta)
    - böjti réce (Anas querquedula)
    - kanalas réce (Anas clypeata)
    - üstökösréce (Netta rufina)
    - barátréce (Aythya ferina)
    - cigányréce (Aythya nyroca)
    - kontyos réce (Aythya fuligula)
    - hegyi réce (Aythya marila)
    - búbos réce (Aythya affinis )
    - pehelyréce (Somateria mollissima)
    - tarka réce (Histrionicus histrionicus )
    - jegesréce (Clangula hyemalis)
    - fekete réce (Melanitta nigra)
    - füstös réce (Melanitta fusca)
    - kerceréce (Bucephala clangula)
    - kis bukó (Mergellus albellus)
    - örvös bukó (Mergus serrator)
    - nagy bukó (Mergus merganser)
    - kékcsőrű réce (Oxyura leucocephala)

- Rend: sólyomalakúak (Falconiformes) – 37 faj
  - Család: halászsasfélék (Pandionidae)
    - halászsas (Pandion haliaetus)

  - Család: vágómadárfélék (Accipitridae)
    - darázsölyv (Pernis apivorus)
    - vörös kánya (Milvus milvus)
    - barna kánya (Milvus migrans)
    - szalagos rétisas (Haliaeetus leucoryphus)
    - rétisas (Haliaeetus albicilla)
    - szakállas saskeselyű (Gypaetus barbatus)
    - dögkeselyű (Neophron percnopterus)
    - fakó keselyű (Gyps fulvus)
    - barátkeselyű (Aegypius monachus)
    - kígyászölyv (Circaetus gallicus)
    - barna rétihéja (Circus aeruginosus)
    - kékes rétihéja (Circus cyaneus)
    - fakó rétihéja (Circus macrourus)
    - hamvas rétihéja (Circus pygargus)
    - sikra (Accipiter badius)
    - kis héja (Accipiter brevipes)
    - karvaly (Accipiter nisus)
    - héja (Accipiter gentilis)
    - egerészölyv (Buteo buteo)
    - pusztai ölyv (Buteo rufinus)
    - gatyás ölyv (Buteo lagopus)
    - békászó sas (Aquila pomarina)
    - fekete sas (Aquila clanga)
    - szavannasas (Aquila rapax)
    - pusztai sas (Aquila nipalensis)
    - parlagi sas (Aquila heliaca)
    - szirti sas (Aquila chrysaetos)
    - törpesas (Hieraaetus pennatus)

  - Család: sólyomfélék (Falconidae)
    - fehérkarmú vércse (Falco naumanni)
    - vörös vércse (Falco tinnunculus)
    - kék vércse (Falco vespertinus )
    - kis sólyom (Falco columbarius)
    - kabasólyom (Falco subbuteo)
    - kerecsensólyom (Falco cherrug)
    - északi sólyom (Falco rusticolus )
    - vándorsólyom (Falco peregrinus)

- Rend: tyúkalakúak (Galliformes) – 5 faj 
  - Család: fácánfélék (Tetraonidae)
    - sarki hófajd (Lagopus lagopus)
    - siketfajd (Tetrao urogallus)
    - nyírfajd ((Lyrurus tetrix)) vagy (Tetrao tetrix)
    - császármadár (Bonasa bonasia)

  - Család: fácánfélék (Phasianidae)
    - csukár (Alectoris chukar)
    - fogoly (Perdix perdix)
    - rozsdásmellű fogoly (Perdix dauurica)
    - fürj (Coturnix coturnix)

- Rend: darualakúak (Gruiformes) – 12 faj
  - Család: darufélék (Gruidae)
    - pártásdaru (Anthropoides virgo)
    - daru (Grus grus)
    - hódaru (Grus leucogeranus)

  - Család: guvatfélék (Rallidae)
    - guvat (Rallus aquaticus)
    - haris (Crex crex)
    - kis vízicsibe (Porzana parva)
    - törpevízicsibe (Porzana pusilla)
    - pettyes vízicsibe (Porzana porzana)
    - vízityúk (Gallinula chloropus)
    - szárcsa (Fulica atra)

  - Család: túzokfélék (Otididae)
    - túzok (Otis tarda)
    - galléros túzok (Chlamydotis undulata)
    - reznek (Tetrax tetrax)

- Rend: lilealakúak (Charadriiformes) – 80 faj
  - Család: csigaforgatófélék (Haematopodidae)
    - csigaforgató (Haematopus ostralegus)

  - Család: gulipánfélék (Recurvirostridae)
    - gulipán (Recurvirostra avosetta)

  - Család: ugartyúkfélék (Burhinidae)
    - ugartyúk (Burhinus oedicnemus)

  - Család: székicsérfélék
    - futómadár (Cursorius cursor)
    - székicsér (Glareola pratincola)
    - feketeszárnyú székicsér (Glareola nordmanni)

  - Család: lilefélék (Charadriidae)
    - bíbic (Vanellus vanellus)
    - tüskés bíbic (Vanellus spinosus)
    - lilebíbic (Vanellus gregarius)
    - ázsiai pettyeslile (Pluvialis fulva)
    - amerikai pettyeslile (Pluvialis dominicus)
    - aranylile (Pluvialis apricaria)
    - ezüstlile (Pluvialis squatarola)
    - parti lile (Charadrius hiaticula)
    - kis lile (Charadrius dubius)
    - széki lile (Charadrius alexandrinus)
    - sivatagi lile (Charadrius leschenaultii)
    - sztyeppi lile (Charadrius asiaticus)
    - havasi lile (Charadrius morinellus)

  - Család: szalonkafélék (Scolopacidae)
    - erdei szalonka (Scolopax rusticola)
    - kis sárszalonka (Lymnocryptes minimus)
    - nagy sárszalonka (Gallinago media)
    - sárszalonka (Gallinago gallinago)
    - nagy goda (Limosa limosa)
    - kis goda (Limosa lapponica)
    - kis póling (Numenius phaeopus)
    - vékonycsőrű póling (Numenius tenuirostris)
    - nagy póling (Numenius arquata)
    - füstös cankó (Tringa erythropus)
    - piroslábú cankó (Tringa totanus)
    - tavi cankó (Tringa stagnatilis)
    - szürke cankó (Tringa nebularia)
    - erdei cankó (Tringa ochropus)
    - réti cankó (Tringa glareola)
    - terekcankó (Xenus cinereus)
    - billegetőcankó (Actitis hypoleucos)
    - kőforgató (Arenaria interpres)
    - sarki partfutó (Calidris canutus)
    - fenyérfutó (Calidris alba)
    - apró partfutó (Calidris minuta)
    - Temminck-partfutó (Calidris temminckii)
    - vándorpartfutó (Calidris melanotos)
    - sarlós partfutó (Calidris ferruginea)
    - havasi partfutó (Calidris alpina)
    - kis partfutó (Calidris pusilla)
    - tengeri partfutó (Calidris maritima)
    - kanalas partfutó (Calidris pygmaea)
    - sárjáró (Limicola falcinellus)
    - cankópartfutó (Tryngites subruficollis)
    - pajzsos cankó (Philomachus pugnax)
    - vékonycsőrű víztaposó (Phalaropus lobatus)
    - laposcsőrű víztaposó (Phalaropus fulicarius)

  - Család: halfarkasfélék (Stercorariidae)
    - nagy halfarkas (Stercorarius skua)
    - szélesfarkú halfarkas (Stercorarius pomarinus)
    - ékfarkú halfarkas (Stercorarius parasiticus)
    - nyílfarkú halfarkas (Stercorarius longicaudus)

  - Család: sirályfélék (Laridae)
    - viharsirály (Larus canus)
    - dolmányos sirály (Larus marinus)
    - jeges sirály (Larus hyperboreus)
    - ezüstsirály (Larus argentatus)
    - heringsirály (Larus fuscus)
    - szibériai sirály (Larus heuglini)
    - sárgalábú sirály (Larus cachinnans)
    - örmény sirály (Larus armenicus)
    - halászsirály (Larus ichthyaetus)
    - dankasirály (Larus ridibundus)
    - vékonycsőrű sirály (Larus genei)
    - szerecsensirály (Larus melanocephalus)
    - kis sirály (Larus minutus)
    - csüllő (Rissa tridactyla)

  - Család: csérfélék (Sternidae)
    - kacagócsér (Gelochelidon nilotica) vagy (Sterna nilotica)
    - lócsér (Sterna caspia)
    - kenti csér (Sterna sandvicensis)
    - küszvágó csér (Sterna hirundo)
    - sarki csér (Sterna paradisaea)
    - kis csér (Sterna albifrons)
    - fattyúszerkő (Chlidonias hybridus)
    - fehérszárnyú szerkő (Chlidonias leucopterus)
    - kormos szerkő (Chlidonias niger)

  - Család: alkafélék (Alcidae)
    - alkabukó (Alle alle)
- Rend: pusztaityúk-alakúak (Pteroclidiformes) – 3 faj
  - Család: pusztaityúkfélék (Pteroclididae)
    - talpastyúk (Syrrhaptes paradoxus)
    - nyílfarkú pusztaityúk (Pterocles alchata)
    - feketehasú pusztaityúk (Pterocles orientalis)

- Rend: galambalakúak (Columbiformes) – 6 faj
  - galambfélék (Columbidae)
    - szirti galamb (Columba livia)
    - kék galamb (Columba oenas)
    - örvös galamb (Columba palumbus)
    - vadgerle (Streptopelia turtur)
    - keleti gerle (Streptopelia orientalis)
    - balkáni gerle (Streptopelia decaocto)

- Rend: papagájalakúak (Psittaciformes) – 1 faj
  - Család: papagájfélék (Psittacidae)
    - örvös sándorpapagáj (Psittacula krameri)

- Rend: kakukkalakúak (Cuculiformes) – 2 faj
  - Család: kakukkfélék (Cuculidae)
    - pettyes kakukk (Clamator glandarius)
    - kakukk (Cuculus canorus)

- Rend: bagolyalakúak (Strigiformes) – 12 faj
  - Család: gyöngybagolyfélék (Tytonidae)
    - gyöngybagoly (Tyto alba)

  - Család: bagolyfélék (Strigidae)
    - füleskuvik (Otus scops)
    - uhu (Bubo bubo)
    - macskabagoly (Strix aluco)
    - uráli bagoly (Strix uralensis)
    - szakállas bagoly (Strix nebulosa)
    - karvalybagoly (Surnia ulula)
    - európai törpekuvik (Glaucidium passerinum)
    - kuvik (Athene noctua)
    - gatyáskuvik (Aegolius funereus)
    - erdei fülesbagoly (Asio otus)
    - réti fülesbagoly (Asio flammeus)

- Rend: lappantyúalakúak (Caprimulgiformes) – 1 faj
  - Család: lappantyúfélék (Caprimulgidae)
    - lappantyú (Caprimulgus europaeus)

- Rend: sarlósfecske-alakúak (Apodiformes) – 2 faj
  - Család: sarlósfecskefélék (Apodidae)
    - havasi sarlósfecske (Tachymarptis melba)
    - sarlósfecske (Apus apus)

- Rend: szalakótaalakúak (Coraciiformes) – 6 faj
  - Család: jégmadárfélék (Alcedinidae)
    - jégmadár (Alcedo atthis)
    - tarka halkapó (Ceryle rudis)

  - Család: gyurgyalagfélék (Meropidae)
    - gyurgyalag (Merops apiaster)
    - perzsa gyurgyalag (Merops persicus)

  - Család: szalakótafélék (Coraciidae)
    - szalakóta (Coracias garrulus)

  - Család: bankafélék (Upupidae)
    - búbos banka (Upupa epops)

- Rend: harkályalakúak (Piciformes) – 10 faj
  - Család: harkályfélék (Picidae)
    - nyaktekercs (Jynx torquilla)
    - kis fakopáncs (Dendrocopos minor)
    - közép fakopáncs (Dendrocopos medius)
    - fehérhátú fakopáncs (Dendrocopos leucotos)
    - nagy fakopáncs (Dendrocopos major)
    - balkáni fakopáncs (Dendrocopos syriacus)
    - háromujjú hőcsik (Picoides tridactylus)
    - fekete harkály (Dryocopus martius)
    - zöld küllő (Picus viridis)
    - hamvas küllő (Picus canus)

- Rend:verébalakúak (Passeriformes) – 165 faj
  - Család:pacsirtafélék (Alaudidae)
    - kalandrapacsirta (Melanocorypha calandra)
    - fehérszárnyú pacsirta (Melanocorypha leucoptera)
    - szerecsenpacsirta (Melanocorypha yeltoniensis)
    - szikipacsirta (Calandrella brachydactyla)
    - csíkos szikipacsirta (Calandrella rufescens)
    - búbos pacsirta (Galerida cristata)
    - erdei pacsirta (Lullula arborea)
    - mezei pacsirta (Alauda arvensis)
    - havasi fülespacsirta (Eremophila alpestris)

  - Család: fecskefélék (Hirundinidae)
    - partifecske (Riparia riparia)
    - szirtifecske (Ptyonoprogne rupestris)
    - füsti fecske (Hirundo rustica)
    - vörhenyes fecske (Hirundo daurica) vagy (Cecropis daurica)
    - molnárfecske (Delichon urbica)

  - Család: billegetőfélék (Motacillidae)
    - barázdabillegető (Motacilla alba)
    - citrombillegető (Motacilla citreola)
    - sárga billegető (Motacilla flava)
    - hegyi billegető (Motacilla cinerea)
    - parlagi pityer (Anthus campestris)
    - erdei pityer (Anthus trivialis)
    - réti pityer (Anthus pratensis)
    - rozsdástorkú pityer (Anthus cervinus)
    - havasi pityer (Anthus spinoletta)

  - Család: királykafélék (Regulidae)
    - sárgafejű királyka (Regulus regulus)
    - tüzesfejű királyka (Regulus ignicapillus)

  - Család: csonttollúfélék (Bombycillidae)
    - csonttollú (Bombycilla garrulus)

  - Család: vízirigófélék (Cinclidae)
    - vízirigó (Cinclus cinclus)

  - Család: ökörszemfélék (Troglodytidae)
    - ökörszem (Troglodytes troglodytes)

  - Család: szürkebegyfélék (Prunellidae)
    - havasi szürkebegy (Prunella collaris)
    - hegyi szürkebegy (Prunella montanella)
    - erdei szürkebegy (Prunella modularis)

  - Család: rigófélék (Turdidae)
    - kövirigó (Monticola saxatilis)
    - kék kövirigó (Monticola solitarius)
    - flótázó fülemülerigó (Catharus ustulatus)
    - örvös rigó (Turdus torquatus)
    - fekete rigó (Turdus merula)
    - sötéttorkú rigó (Turdus ruficollis)
    - Naumann-rigó (Turdus naumanni)
    - fenyőrigó (Turdus pilaris)
    - szőlőrigó (Turdus iliacus)
    - énekes rigó (Turdus philomelos)
    - léprigó (Turdus viscivorus)

  - Család: óvilági poszátafélék (Sylviidae)
    - berki poszáta (Cettia cetti)
    - réti tücsökmadár (Locustella naevia)
    - berki tücsökmadár (Locustella fluviatilis)
    - nádi tücsökmadár (Locustella luscinioides)
    - fülemülesitke (Acrocephalus melanopogon)
    - csíkosfejű nádiposzáta (Acrocephalus paludicola)
    - foltos nádiposzáta (Acrocephalus schoenobaenus)
    - rozsdás nádiposzáta (Acrocephalus agricola)
    - cserregő nádiposzáta (Acrocephalus scirpaceus)
    - berki nádiposzáta (Acrocephalus dumetorum)
    - énekes nádiposzáta (Acrocephalus palustris)
    - nádirigó (Acrocephalus arundinaceus)
    - kis geze (Hippolais caligata)
    - halvány geze (Hippolais pallida)
    - fitiszfüzike (Phylloscopus trochilus)
    - csilpcsalpfüzike (Phylloscopus collybita)
    - Bonelli-füzike (Phylloscopus bonelli)
    - Phylloscopus orientalis
    - sisegő füzike (Phylloscopus sibilatrix)
    - vastagcsőrű füzike (Phylloscopus schwarzi)
    - királyfüzike (Phylloscopus proregulus)
    - vándorfüzike (Phylloscopus inornatus)
    - zöld füzike (Phylloscopus trochiloides)
    - barátposzáta (Sylvia atricapilla)
    - kerti poszáta (Sylvia borin)
    - mezei poszáta (Sylvia communis)
    - kis poszáta (Sylvia curruca)
    - sivatagi poszáta (Sylvia nana)
    - karvalyposzáta (Sylvia nisoria)
    - dalos poszáta (Sylvia hortensis)
    - feketetorkú poszáta (Sylvia rueppelli)
    - bajszos poszáta (Sylvia cantillans)
    - kucsmás poszáta (Sylvia melanocephala)

  - Család: légykapófélék (Muscicapidae)
    - szürke légykapó (Muscicapa striata)
    - kormos légykapó (Ficedula hypoleuca)
    - örvös légykapó (Ficedula albicollis)
    - félörvös légykapó (Ficedula semitorquata)
    - kis légykapó (Ficedula parva)
    - vörösbegy (Erithacus rubecula)
    - nagy fülemüle (Luscinia luscinia)
    - fülemüle (Luscinia megarhynchos)
    - kékbegy (Luscinia svecica)
    - vörhenyesfarkú tüskebujkáló (Cercotrichas galactotes)
    - házi rozsdafarkú (Phoenicurus ochruros)
    - kerti rozsdafarkú (Phoenicurus phoenicurus)
    - rozsdás csuk (Saxicola rubetra)
    - cigánycsuk (Saxicola rubicola)
    - kormos hantmadár (Oenanthe leucura)
    - hantmadár (Oenanthe oenanthe)
    - apácahantmadár (Oenanthe pleschanka)
    - déli hantmadár (Oenanthe hispanica)
    - pusztai hantmadár (Oenanthe isabellina)

  - Család: papagájcsőrűcinege-félék (Paradoxornithidae)
    - barkóscinege (Panurus biarmicus)

  - Család: őszapófélék (Aegithalidae)
    - őszapó (Aegithalos caudatus)

  - Család: cinegefélék (Paridae)
    - barátcinege (Parus palustris)
    - kormosfejű cinege (Parus montanus)
    - fenyvescinege (Parus ater)
    - búboscinege (Parus cristatus)
    - széncinege (Parus major)
    - kék cinege (Parus caeruleus)
    - lazúrcinege (Cyanistes cyanus)

  - Család: csuszkafélék (Sittidae)
    - csuszka (Sitta europaea)
    - hajnalmadár (Tichodroma muraria)

  - Család: fakuszfélék (Certhiidae)
    - hegyi fakusz (Certhia familiaris)
    - rövidkarmú fakusz (Certhia brachydactyla)

  - Család: függőcinege-félék (Remizidae)
    - függőcinege (Remiz pendulinus)

  - Család: sárgarigófélék (Oriolidae)
    - sárgarigó (Oriolus oriolus)

  - Család: gébicsfélék (Laniidae)
    - tövisszúró gébics (Lanius collurio)
    - nagy őrgébics (Lanius excubitor)
    - kis őrgébics (Lanius minor)
    - vörösfejű gébics (Lanius senator)

  - Család: varjúfélék (Corvidae)
    - északi szajkó (Perisoreus infaustus)
    - szajkó (Garrulus glandarius)
    - szarka (Pica pica)
    - fenyőszajkó (Nucifraga caryocatactes)
    - havasi csóka (Pyrrhocorax graculus)
    - csóka (Corvus monedula)
    - vetési varjú (Corvus frugilegus)
    - kormos varjú (Corvus corone)
    - dolmányos varjú (Corvus cornix)
    - holló (Corvus corax)

  - Család: seregélyfélék (Sturnidae)
    - pásztormadár (Sturnus roseus)
    - seregély (Sturnus vulgaris)

  - Család: sármányfélék (Emberizidae)
    - citromsármány (Emberiza citrinella)
    - fenyősármány (Emberiza leucocephalos)
    - sövénysármány (Emberiza cirlus)
    - bajszos sármány (Emberiza cia)
    - kövi sármány (Emberiza buchanani)
    - kerti sármány (Emberiza hortulana)
    - rozsdás sármány (Emberiza caesia)
    - törpesármány (Emberiza pusilla)
    - tajgasármány (Emberiza chrysophrys)
    - erdei sármány (Emberiza rustica)
    - aranyos sármány (Emberiza aureola)
    - kucsmás sármány (Emberiza melanocephala)
    - nádi sármány (Emberiza schoeniclus)
    - sordély (Miliaria calandra) más néven (Emberiza calandra)
    - sarkantyús sármány (Calcarius lapponicus)
    - hósármány (Plectrophenax nivalis)

  - Család: pintyfélék (Fringillidae)
    - erdei pinty (Fringilla coelebs)
    - fenyőpinty (Fringilla montifringilla)
    - nagy pirók (Pinicola enucleator)
    - karmazsinpirók (Carpodacus erythrinus)
    - rózsás pirók (Carpodacus roseus)
    - kaukázusi pirók (Carpodacus rubicilla)
    - nagy keresztcsőrű (Loxia pytyopsittacus)
    - keresztcsőrű (Loxia curvirostra)
    - szalagos keresztcsőrű (Loxia leucoptera)
    - zöldike (Carduelis chloris)
    - zsezse (Carduelis flammea)
    - szürke zsezse (Carduelis hornemanni)
    - csíz (Carduelis spinus)
    - tengelic (Carduelis carduelis)
    - sárgacsőrű kenderike (Carduelis flavirostris)
    - kenderike (Carduelis cannabina)
    - csicsörke (Serinus serinus)
    - süvöltő (Pyrrhula pyrrhula)
    - meggyvágó (Coccothraustes coccothraustes)

  - Család: verébfélék (Passeridae)
    - házi veréb (Passer domesticus)
    - berki veréb (Passer hispaniolensis)
    - mezei veréb (Passer montanus)
    - kövi veréb (Petronia petronia)
    - havasi pinty (Montifringilla nivalis)